# جنگ چالدران
جنگ چالدران جنگی میان شاه اسماعیل یکم (شاه صفوی) و سلطان سلیم یکم (سلطان عثمانی) در سال ۱۵۱۴ میلادی بود که با پیروزی قاطع امپراتوری عثمانی بر ایران صفوی به پایان رسید. در نتیجهٔ این جنگ، امپراتوری عثمانی منطقه آناتولی شرقی و شمال عراق و شهر دیاربکر و دریاچه وان را از ایران صفوی تصرف کرده و ضمیمهٔ خاک خود کرد. این نخستین کشورگشایی عثمانی به سوی آناتولی شرقی و وقفه طولانی‌مدت کشورگشایی صفویان در سرزمین‌های غربی بود. جنگ چالدران آغازگر ۴۱ سال جنگ ویرانگر بود که فقط در سال ۱۵۵۵ به دلیل پیمان آماسیه به پایان رسید. اگرچه بعدها بین‌النهرین و آناتولی شرقی تحت پادشاهی شاه عباس بزرگ (حکومت ۱۵۸۸–۱۶۲۹) باز پس گرفته شد، اما با عهدنامه زهاب در سال ۱۶۳۹، این سرزمین‌ها برای همیشه به عثمانی واگذار شدند.
در این جنگ، عثمانیان ارتشی بزرگ‌تر و مجهزتر به تعداد ۶۰ تا ۱۰۰ هزار تن و همچنین صدها توپ جنگی داشتند؛ در حالی که ارتش صفوی حدود ۴۰ تا ۸۰ هزار تن بود و توپخانه‌ای در اختیار نداشت. اسماعیل یکم، اولین شاه صفوی، در جریان این نبرد مجروح شد و نزدیک به اسارت بود. همسران او به‌وسیلهٔ سلیم یکم، سلطان عثمانی دستگیر شدند و حداقل یکی از آن‌ها را با یکی از دولت‌مردانش ازدواج داد. اسماعیل پس از این شکست در کاخ خود منزوی شد و از اداره حکومت دست کشید و دیگر در لشکرکشی‌ها شرکت نکرد. نیروهای عثمانی پس از پیروزی به ایران لشکرکشی کردند و برای مدت کوتاهی پایتخت صفویان، تبریز را اشغال کردند و خزانه شاهنشاهی ایران را به‌طور کامل غارت کردند.
این نبرد به یکی از مهم‌ترین نبردهای تاریخ ایران تبدیل شد؛ زیرا نه تنها عقیده در امان بودن مرشد کامل از هرگونه خطا و بلا را زیر سؤال برد، بلکه سران کرد را وادار کرد تا بر اقتدار خود تأکید کنند و به جای صفویان، با حکومت عثمانیان بیعت کنند. همین امر در آینده باعث از دست رفتن مرزهای غربی ایران شد.

## مقدمه
قدرت گرفتن شاه اسماعیل یکم در عرصه نظامی و سیاسی، با پیوستن صوفیان ترکمانی بود که بیشترشان در آناتولی و شام زندگی می‌کردند. در واقع، بخش بزرگی از ایل‌های قزلباش، پیش از پیوستن به شاه اسماعیل در آناتولی زندگی می‌کردند و حتی پس از مهاجرت قبایل اصلی، بخش بزرگی از مردمان آناتولی پیرو یا متمایل به تشیع صوفی صفوی بودند. سازمان تبلیغی تصوف صفوی پیوسته از طریق شبکه‌های منظم خود و توسط خلفا، دده‌ها و… مریدان را به پیوستن به مرشد کامل فرقه که شاه اسماعیل بود، تشویق می‌کرد.
صفویان، در پی فعالیت و سازمان‌دهی فرهنگی در طول دو سده (بر اساس تعالیم صوفیانه و شیعی)، توانستند با حمایت پیروان خود (قزلباش‌ها) حکومت صفوی را در ایران پایه‌گذاری کنند. صفویان با گردآوری و پناه دادن به آن‌ها به‌ویژه به نیروهای ینی‌چری، نیروی نظامی توانمندی را تشکیل دادند. قدرت گرفتن یک دولت مستقل شیعی مذهب و متعصب در ایران، امپراتوری عثمانی را که قصد حملهٔ نهایی جهت تصرف اروپا را داشت از سوی شرق، نگران کرد و باعث لشکرکشی به سمت ایران شد. این جنگ در دشت چالدران روی داد.
در سال ۱۵۱۱ شورش شاهقلی در قلمرو عثمانی تعداد زیادی از قزلباش‌ها و صوفیان ناراضی را به خود جلب کرد. هر چند این شورش سرکوب شد ولی هراس از گرایش روز افزون شیعیان قلمرو عثمانی به صفویه و عدم تمایل آشکار بایزید دوم برای سرکوب صفویه باعث شد سلیم با کمک ینی‌چری‌ها موفق شد پدر خود (بایزید دوم) را مجبور به کناره‌گیری کند اما با مقاومت برادرش احمد روبرو بود و پس از شکست دادن او در ینی‌شهر در سال ۱۵۱۳ توانست توجه خود را به همسایه مشکل‌ساز خود (صفویان) معطوف کند. قبل از شروع کارزار علیه صفویان، سلطان سلیم دستور اعدام بیش از ۴۰۰۰۰ قزلباش آناتولی را به عنوان مجازات شورش و رفتار سرکش آنها صادر کرد. وی همچنین از صادرات ابریشم ایران به امپراتوری عثمانی جلوگیری نمود.

## روابط صفویه و عثمانی
در ابتدا اجداد شاه اسماعیل مورد احترام سلاطین عثمانی بودند، مثلاً وقتی که شیخ جنید از طرف جهانشاه قراقویونلو از اردبیل رانده شد و به قرامان آمد، پادشاه عثمانی مراد دوم برای نشان دادن احترام خود هدیه‌های گوناگون برای جنید فرستاد. همچنین سلطان بایزید دوم به عنوان پادشاهی علاقمند به تصوف به یکی از مریدان طریقت صفویه در جنوب آناتولی به نام حسن خلیفه (پدر شاهقلی) کمک سالانه می‌کرد. تصور عثمانیان بر این بود که ارتداد صفویه با روی کار آمدن شاه اسماعیل یا دقیق‌تر از زمان پدرش شیخ حیدر آغاز شده است. در نسخه‌ای از کتاب تاریخ آل عثمان عاشق پاشازاده آمده: 
«صفویان پیشتر پیرو شرع محمدی بودند به خاطر همین تمام علما و دانشمندان به آنها احترام می‌گذاشتند. ولی در زمان شاه اسماعیل رفض و الحاد خودشان را آشکار کردند. طرفداران حیدر اکنون پیرو اسماعیل شده‌اند. به طوری که هر کدام از این طرفداران اسماعیل هر وقت که همدیگر را می‌دیدند به جای سلام علیک، شاه می‌گفتند به جای اینکه برای بیماران دعا کنند شاه را لبیک میگفتند. در ولایات روم به عنوان حج فقط به اردبیل می‌رفتند وقتی که پیروان اهل سنت علت آن را می‌پرسیدند و می‌گفتند که چرا به جای اردبیل به مکه نمی‌روید بهتر است که از جایگاه پیامبر دیدن کنید. در جواب می‌گفتند که ما به زیارت مردگان نمی‌رویم و به زیارت زندگان می‌رویم. نماز نمی‌خواندند و روزه نمی‌گرفتند. همیشه در مورد رفض و الحاد حرف می‌زدند. وقتی که رفض خودشان را آشکار کردند سلطان بایزید دوم تمام آن پیروان صفویه را که به اردبیل می‌رفتند به روملی تبعید کرد».
بایزید دوم در جواب نامه‌های سلطان یعقوب آق قویونلو و الوندمیرزا، کشته شدن شیخ حیدر را تبریک گفت. در جواب سلطان یعقوب می‌گویدː«...مشحون به حصول آمال و وصول کوکبه سعادت به درجه اقبال ایام فرخ فال را خلعت نوروزی در بر کرده و از استیلا و تغلب فرق ناجیه بایندریه ایدهم الله بر گروه ضاله حیدریه لعنهم الله و دمرهم جهانیان را فرحت در فزوده و از اشعه شمع این فتح و فیروزی انجمن روم و شام را نور و صفا در فزود». و در جواب الوندمیرزا می‌گویدː«طائفه باغیه قزلباشیه خذلهم الله اگر چه شعله‌های آتشین از کلاه سرخ نکبت اندود به گیتی در انداخته و چون مجوسیان روز بادگان (شاید منظور آذربادگان؟) آتش پاره‌ها را فرا فرق سر برداشته و از پیچش فوطهای کبود جهان پر دود ساخته و چون میل آتشین از آن سرزمین نمایان شده... پیش از آن که شرار فتنه بالا گیرد به انطفا درکوشند و باشد که به توفیق الله به خاک سیاه پایمال ساخته، نام و نشان آن ملاعین را از صفحه جهان بزدایند و عالمیان را با اخبار مسرت آثار فتح و فیروزی شاد و خرم گردانند و همت بی‌همتای همایون ما را مبذول و مصروف شمرده خلاف آن تصور ننمایند».
اسماعیل وقتى که در بهار ۱۵۰۰ میلادی به ارزنجان آمد توسط خلیفه‌هایش نامه و هدیه‌هایش را برای بایزیددوم فرستاد و چنین گفت: «منظور اصلى من لشکرکشى به کشور شما نیست. ما براى گرفتن انتقام اجداد خود از دشمنانمان آمده‌ایم. ما درویشیم». شاه اسماعیل پس از پیروزی در نبرد شرور و فتح تبریز در ۲۲ دسامبر  ۱۵۰۱  به سلطنت رسید و لشکری به ارزنجان فرستاد و آنجا را تصرف کرد. اگرچه این منطقه بخشی از خاک عثمانی نبود، اما تصرف آن توسط شاه اسماعیل، شاهزاده سلیم، فرماندار ترابزون را به شدت خشمگین کرد. متعاقباً، شاهزاده سلیم در سال‌های ۱۵۰۳ و ۱۵۰۷ با حمله به قلمرو صفویان، تلاش کرد ارزنجان را تصرف کند. این رویداد جدید باعث شد که ساختار سیاسی منطقه عوض شود و به جنگ‌های طولانی منجر شود. عثمانیان تا سال ۱۵۰۵ میلادی به جای اینکه با ایران به طور مستقیم رابطه سیاسی برقرار کنند توسط جاسوسان حکام کردستان یا امرای خودشان در مرز ایران و عثمانی دائماً از فعالیت‌های ایران اطلاعات جمع آوری می‌کردند. در طی این سه سال شاه اسماعیل در داخل کشور با بقایای آق‌قویونلو جنگید و عثمانیان فعالیت‌های صفویان را با نگرانی از نزدیک دنبال می‌کردند. به طوری که دفاتر احکام این دوره پر از گزارش‌ها جاسوسانی است که از طرف ایران می‌آمدند. در واقع بایزید دوم به هیچ وجه به دنبال جنگ با شاه اسماعیل نبود چون او می‌دانست که شاه اسماعیل پیروان زیادی در آناتولی دارد از این رو در روابط خود با شاه اسماعیل خیلی زیرکانه و محتاطانه رفتار می‌کرد. شاه اسماعیل در طی این سه سال هیچ بشارت نامه‌ یا فتح نامه‌ای حاکی از فتوحات و استقرار دولت خود به بایزید دوم ارسال نکرده بود. سفیر بایزید دوم محمد چاوش بالابان در ژانویه ۱۵۰۵ برای تبریک فتوحات شاه اسماعیل در عراق و فارس با هدیه‌های گوناگون فرستاده شد. بایزید، دو نامه به زبان ترکی به شاه ایران نوشت که در یکی فقط او را به فتح عراق و فارس تبریک گفته بود و در نامه دیگر، شاه اسماعیل را نصیحت کرده بود که از ظلم و آزار سنیان دست بردارد و خون بی‌گناهان را نریزد. شاه اسماعیل سفیر عثمانی را با کمال احترام پذیرفت و نامه سلطان را در یک مجلس علما و امرا داد قرائت نمودند. امرای شاملو و ذوالقدر و بعض از روملو نصایح سلطان را محق دانسته و بر آن شدند که در ترویج مذهب اظهار شدت ننموده و این موضوع را به طبیعت حواله کنند، اما غالب صوفیان سخت اعتراض و از قبول نصایح سلطان امتناع کردند. بعد از مشورت در مجلس مناسب دیدند که هدایایی لایق برای دربار عثمانی فرستاده و در جواب نامه نیز به تقیه رفتار نمایند و به موجب آن مجلس جوابی به نامه سلطان نوشته و به همراهی یکی از امرای شاملو، سفیر سلطان را به عثمانی فرستادند. در حال حاضر متن جواب نامه به دست نیامده است. رئیس اولین سفارت شاه اسماعیل در صفر ۹۱۱ / ماه ژوئیه ۱۵۰۵ به استانبول رسیدند، بایزید دوم از سفارت شاه اسماعیل با احترام فراوان استقبال کرد و به سفیر و نمایندگانش که بیش از هشت نفر بودند، هدایای گوناگون داد. به گفته دیپلمات‌های ونیزى، شاه اسماعیل براى نشان دادن علاقه‌اش به صلح با عثمانی و نیز اعتراض به فعالیت‌های نظامى شاهزاده سلیم در مرز ترابوزان، سفارتی را به استانبول فرستاده بود که شاه قصد لشکرکشى به سرزمین‌های علاءالدوله ذوالقدر (حاکم ذوالقدریان) را دارد و می‌خواست به آنان بفهماند که در طول این لشکرکشى هیچ آسیبى از وى نخواهند دید.

### درگیری در آناتولی شرقی و کردستان
الوند بیگ و سلطان مراد دو مدعی سلطنت بودند که قلمرو آق‌قویونلو را میان خود تقسیم کرده بودند. تمامی ولایات دیاربکر، آران و آذربایجان متعلق به الوند بیگ و ولایات عراق، فارس و کرمان نیز برای سلطان مراد بود، رود قزل اوزن نیز مرز این دو قلمرو بود سلطان مراد پس از شکست از شاه اسماعیل به سمت شیراز متواری شد. شاه صفوی در سال ۱۵۰۳ (۹۰۹ قمری) شیراز را تسخیر کرد و سلطان مراد ناگزیر از آنجا گریخت و در آخر نزد علاءالدوله ذوالقدر رفت.
ناحیه کردستان پس از تضعیف حکومت آق قویونلو به صورت ملوک الطوایفی توسط اُمرای کُرد اداره می‌شد. شاه اسماعیل حاکمیت آق قویونلوها را در مناطق آذربایجان، عراق عجم و فارس برانداخت و قدرت خود را در ایران تثبیت نمود. در آن مقطع صارم‌خان مکری حاکم مکریان نیز در مناطق جنوبی دریاچه ارومیه توانست قدرت خود را گسترش دهد و تهدیدی برای آذربایجان شده بود. به روایت عالم آرای صفوی صارم خان با چهل هزار نفر قلعه اروملو را تسخیر کرده و قراگونه سلطان حاکم قلعه اروملو را همراه با  ۳۰۰ نفر به قتل رسانده و متوجه تبریز گردید. شاه اسماعیل در سال۱۵۰۷ (۹۱۲ قمری) با فرستادن سپاهی موفق به سرکوب نیروهای صارم‌خان گردید هرچند شاه اسماعیل در این اقدام پیروز بود اما از هر دوطرف جمع زیادی کشته شدند و بعدها صارم‌خان به سلطان سلیم عثمانی پناه برد. هم‌زمان با این درگیری، شاه اسماعیل نامه‌ای به بایزید دوم ارسال می‌کند و از او درخواست می‌کند که مانع ورود مریدان طریقت صفویه به ایران به منظور زیارت خانقاه اردبیل نشود. بایزید دوم در جواب نامه توضیح می‌دهد که دلیل این اقدام آن بود که سربازان عثمانی به بهانه زیارت خانقاه اردبیل خدمت در سپاه عثمانی را ترک نکنند ولی با این وجود، بایزید دوم جهت حفظ روابط دوستانه دستور داد تا مانع آنان نشوند. با پيچيدن آوازه قدرت شاه اسماعيل، امرای کُرد به رويه قديمی خود يعنی اظهار اطاعت از قدرت برتر برای حفظ قلمرو و استقلال خود همت گماشتند .کُردان دُنبلی از دوران شیخ حيدر صفوی و امير بهلول دنبلی حاکم امارت دنبلی، جز هواداران حيدر به شمار می‌آمدند. ملک‌خلیل ایوبی حاکم حصن کيفا به واسطه ازدواج با خواهر شاه اسماعيل، داماد و از نزديکان شاه محسوب می‌شد و در واقع کسی از حاکمان کردستان در آن عصر به عظمت و حشمت او نبود. ميان حاکم وان، زاهدبيگ عزالدين شير حکاری و شاه صفوی صميميت و احترام خاصی وجود داشت طوری که شاه اسماعيل او را به لفظ «عمی» يا «عمو» خطاب می‌کرد. خالد بيگ پازوکی پسر شهسوار بيگ با ظهور شاه اسماعيل به خدمت او رسيد و ملازمت وی را پذيرفت، همچنين شاه اسماعيل او را  به حکومت نواحی خنس، ملازگرد و ناحيه اوحکان موش منصوب کرد. ميرحامد امير کُردان محمودی به قزلباشان شاه اسماعيل پيوست و تا زمانی که از دنيا رفت به شاه صفوی وفادار ماند.
با ورود نورعلی خلیفه به چمیشگزک، حاج رستم بیگ بدون درگیری قلمرو خود را تسلیم قزلباشان کرد و شاه اسماعیل حکومت عراق را به وی بخشید. نقشه علاءالدوله ذوالقدر برای تصاحب متصرفات آق‌قویونلوها در جنوب شرقی آناتولی از عوامل حمله شاه اسماعیل به علاءالدوله بوده است. در برخی گزارش‌های عثمانی‌ها، موافقت نکردن علاءالدوله با ازدواج دخترش با شاه اسماعیل نیز از علت های این حمله بیان شده است. پیوستن سلطان مراد به علاءالدوله و وصلت خانوادگی این تصور را برای شاه اسماعیل پدید آورد که آن دو قصد دارند به اتفاق هم به او حمله کنند از این رو در تابستان سال ۱۵۰۷ (۹۱۳ قمری) شاه اسماعیل که با خبر شد علاءالدوله همراه با دامادش به طغیان علیه وی پرداخته و به دیاربکر آمده و در آنجا به تاخت و تاز پرداخته است پیش از آنان دست به حمله زد او در زمان کمی لشکر بسیاری فراهم آورد و به سمت ذوالقدر حرکت کرد. علاءالدوله پس از اطلاع از حرکت شاه اسماعیل برخی از قلعه‌های دیاربکر را تصرف کرد و به افراد مورد اعتمادش سپرد سپس خود به سمت البستان رفت. سپاه شاه اسماعیل برای ورود به البستان و نبرد با علاء‌الدوله ذوالقدر باید از حوالی قیصریه که تحت حاکمیت سلطان بایزید دوم عثمانی بود عبور می‌کردند و سپاه صفوی هرگز متعرض به آن شهر و مردمانش نشدند. شاه اسماعیل در نامه‌ای به بایزید دوم تأکید کرد که در طى لشکرکشی‌هایش هیچگاه به خاک و مردم عثمانى آسیبی نرسانده است. بایزید دوم نیز جهت حفظ اتحاد و دوستی با وی، حاکمان اطراف را مطلع کرد که با شاه اسماعیل هم سو باشند. امیربیگ موصللو از طرف حاکمان آق قویونلوها سال‌ها حاکم دیاربکر بود با ورود شاه اسماعیل به البستان و متواری شدن علاءالدوله ذوالقدر به کوه‌های البستان، امیربیگ موصللو که توسط نیروهای کُردان تحت امر علاء‌الدوله ذوالقدر، تحت فشار قرار گرفته بود در حوالی البستان به خدمت شاه اسماعیل شتافت و شاه اسماعیل او را به مقام مُهرداری منصوب کرد. شاه اسماعیل در راه بازگشت به خوی، قلعه خرپوت را فتح و محمدخان استاجلو را حاکم دیاربکر کرد. شاهزاده سلیم فرماندار ترابوزان با مشاهده پیروزی‌های شاه اسماعیل و پیوستن ترکمن‌های آناتولی ناراضی از دولت عثمانی به سپاه صفوی، بدون کسب اجازه از پدرش، لشکرکشی‌هایی را علیه گرجی‌ها آغاز کرد تا ترکمن‌ها را به دولت پیوند دهد و در مهمترین آنها در لشکرکشی به کوتایسی در اواخر سال ۱۵۰۷، شهرهای قارص، ارزروم، آرتوین و بسیاری از مناطق دیگر را تصرف کرد. در آخرین حمله شاهزاده سلیم، سلاح‌ها و گنجینه‌های شاه اسماعیل نیز به غنیمت گرفته شد. پس از آن، شاه فرستاده‌ای نزد سلیم فرستاد، اما شاهزاده سلیم از بازگرداندن اقلام به غنیمت گرفته شده خودداری کرد. پس شاه اسماعیل فرستاده‌ای نزد بایزید دوم فرستاد و فرستاده با ابراز صلح و دوستی از رفتار خصمانه سلیم شکایت کرد و خواستار بازگرداندن سلاح‌ها و گنجینه‌های به غنیمت گرفته شده شد. بر اساس گزارش‌های ونیزى، سفیران شاه اسماعیل، از حمله شاهزاده سلیم به خاک ایران و دزدیده شدن توپ‌های خود توسط سلیم، شکایت می‌کردند. هیئت سفارت، توپ‌های به سرقت رفته را طلب کرد و گفت که ایران با علاءالدوله می‌جنگد نه با عثمانى. سفیران شاه اسماعیل در ماه اوت استانبول را ترک کردند. بایزید دوم از شاه اسماعیل که به خاک و رعیت عثمانى تجاوز نکرده بود، قدردانى کرد اما درخواست سفیران شاه را نادیده گرفت و آن‌ها را غرق در هدایا کرد. در بین این سفیران که بیش از ده نفر بودند، حاج رستم بیگ نیز حضور داشت.
در سال ۱۵۱۰ (۹۱۵ قمری) شاه اسماعیل در خوی بود که دوازده نفر از اُمرای کُرد به رهبری امیرشرف بیگ حاکم بدلیس به حضور وی شتافتند تا اظهار اطاعت خود را اعلام کنند و مورد لطف شاه قرار بگیرند. از اُمرای مهم و قابل توجه در این گروه می‌توان به ملک‌خلیل ایوبی حاکم حصن کیفا شاه‌علی بیگ بختی حاکم جزیره، امیر علی بیگ بن میر ابدال حاکم شیروان و غازی قرآن بن سلطان و احمد حاکم برادوست و میرداود خیزانی حاکم خیزان حضور داشتند. طبق نوشته های شرف‌خان بدلیسی اُمرای کرد در اوایل مورد احترام شاه اسماعیل واقع شدند. اما به توصیه محمدخان استاجلو که از نزدیک با این اُمرا و نقش مهم آنان در دیاربکر آشنا بود، شاه همگی آنان را به بند کشید. به این ترتیب شاه اسماعیل حاکمیت نواحی جزیره را به اولاش بیگ برادر محمدخان استاجلو، بدلیس به چایان سلطان و حصن کیفا به زینل‌خان شاملو واگذار کرد. همسر ملک‌خلیل که خواهر شاه بود را همراه پسر و سه دختری که از او داشت، به تبریز آوردند. با اسارت اُمرای کُرد توسط شاه اسماعیل موقعیتی ویژه نصیب محمدخان استاجلو شد و او توانست در تمام آناتولی شرقی و جزیره به تنها قدرت حاکم در منطقه تبدیل شود. البته شاه اسماعیل عده‌ای از اُمرا را با این تعهد آزاد ساخت که هوادار وی باشند و به جای تحریک مردم بر ضد قدرت مرکزی جهت همبستگی با وی و اُمرای قزلباش در منطقه کار کنند. شاه اسماعیل همچون اوزون حسن بسیاری از رؤسای کُرد را از میان برداشت و به جایشان نزدیکان خود را گماشت گاهی هم مردم بومی را به حکومت می‌گماشت البته این مردم از خاندان‌های اشراف قدیمی نبودند. شاه اسماعیل با رسیدن خبر حمله شیبک خان اُمرای دربند را آزاد کرد و امیرشرف و ملک‌خلیل را به عنوان رهبران اصلی اُمرای کُرد در بند نگه داشت. امیرشرف و ملک‌خلیل به مدت سه سال در حبس شاه اسماعیل ماندند. امیرشرف به کمک ملازمش و نفوذ وی در میان قزلباشان توانست از زندان آزاد شده و به کردستان بازگردد.
بایزید دوم برای نشان دادن روابط قوى خود با شاه اسماعیل، در ۹ شعبان ۹۱۶ / نوامبر ۱۵۱۰ برخلاف سفارت قبلى خود این بار از استانبول هدیه‌های گرانبها براى شاه اسماعیل فرستاد. این هدیه‌ها توسط فرستاده شاه اسماعیل ارسال نشده بود. یعنى بایزید دوم این هدیه‌ها را مستقیماً از استانبول فرستاد. بر اساس گزارش‌ها ونیزى به جز تبریک گفتن فتوحات شاه اسماعیل، بایزید دوم اهداف دیگرى هم داشت. شاهزاده سلیم به ارزنجان حمله کرده و آن مناطق را تحت تصرف خود درآورده بود. به همین دلیل شاه اسماعیل، در سال ۱۵۱۰ براى لشکرکشى آماده شده بود و با ارسال این هدایا، بایزید تنش‌های پیش‌آمده بین دو طرف را کاهش داد. به گفته عالم آرای صفوی پس از پیروزی شاه اسماعیل در نبرد مرو، محمدخان استاجلو حاکم دیاربکر در نامه‌ای به شاه خبر داد که سلیم بدون اجازه پدرش به سمت دیاربکر حمله کرده و نواحی آنجا را غارت کرده و به سمت آماسیه بازگشته است و چون او و برادرش قراخان حاکم قره‌حمید بیمار بودند نتوانستند با سلیم مقابله کنند. شاه اسماعیل در جواب این تاخت و تازهای سلیم، دستور داد تا پوست سر شیبک خان را که از کاه پر شده بود همراه با دو بازوبندش که از سنگ‌های قیمتی بود برای سلطان بایزید بفرستند. فرستاده شاه در حضور سلیم سر شیبک خان و نامه شاه را تقدیم سلطان بایزید کرد در نامه شاه اسماعیل با بیان پیروزی‌هایش و عاقبت شیبک خان که از نسل چنگیزخان بود و او را تهدید می‌کرد، به سلطان عثمانی هشدار داد.
به گفته مورخ عثمانی مصطفی عالی افندی در اواخر سال ۹۱۶ قمری (مارس ۱۵۱۱) شاه اسماعیل، سه هزار نفر را با برادرش [ابراهیم میرزا] و برخی از فرماندهان فرستاد تا ولایت ترابوزان که تحت حکومت شاهزاده سلیم بود، غارت و ویران کند، با این حال، شاهزاده سلیم کاملاً هوشیار و آماده تصمیم گیری بود. او افرادی را فرستاد تا از اوضاع باخبر شود. آن‌ها فرصت را یافتند و تمام افراد او را از دم تیغ گذراندند و برادر شاه اسماعیل را اسیر و در قلعه ترابوزان زندانی کردند و وضعیت را به اطلاع دولت عثمانی  رساندند. محمد صولاق‌زاده دیگر مورخ عثمانی نیز روایت مشابهی از قول مصطفی عالی افندی نقل می‌کند و محل نبرد را در نزدیکی ارزنجان گفته است که با شکست ابراهیم میرزا، سلیم ارزنجان را تصرف ‌می‌کند اما درباره اسارت ابراهیم میرزا تردید می‌کند.
آخرین سفیر شاه اسماعیل در جمادی الاول ۹۱۷ / اوت ۱۵۱۱ در استانبول بودند. بر اساس گزارشی که در تابستان ۱۵۱۱ میلادی از استانبول به ونیز فرستاده شده، سفیران شاه اسماعیل، سر بریده شیبک خان توسط شاه را در یک جعبه نقره‌ای با خودشان آورده بودند. بایزید دوم از ترس آنکه نزاع بین شاهزاده‌هایش را بفهمند و بعداً به قزلباش‌های آناتولی کمک کنند، سفیران شاه را تحت نظارت خود قرار داد و حرکات روزانه آن‌ها را از نزدیک تجسس کرد. در آوریل ۱۵۱۱ شورش شاهقلی آغاز شد و حدوداً سه ماه طول کشید و تلاقی این دو باعث شد بایزید دوم این شورش را از طرف شاه اسماعیل بداند و با ارسال نامه‌ای به زبان ترکی واکنش خود را نشان بدهد. متن ترجمه نامهː
«...ای جوان کم تجربه باز نصیحتی از پدر بشنو از برای قبولانیدن مذهب تازه‌ات خون مسلمانان را مریز... طریقت اجداد عظامت انارالله برهانهم را مسلک خود ساز فرستادن پوست شیبک خان سلاطین شجاعت آئین عثمانیان را گرفتار خوف و تلاش نمیکند. بعضی اشخاص ملعنت اختصاص را باین مملکت فرستادن، جهلای نیک و بدنفهم این ممالک را به وسیله ایشان بالاغفال به ایران کوچانیدن و در راهگذارشان آبادی‌ها را تاراج و اهالی مسکونه را مقتول گردانیدن کار دزدان است نه کار پادشاهان... دیگر آنکه از استیلای ممالک روم قطع امید کنید... و من بعد طوری رفتار ننمائید که غازیان عثمانیان که مشغول به جهاد فی سبیل الله و ساعى با علای کلمه الله هستند ، ناچار به کشیدن شمشیر انتقام از نیام گشته رو به ایران آورند و بیش از پیش ویران سازند».
بعد از دو هفته که سلطان بایزید دوم پسرش سلیم را در ادرنه شکست داد، هیئت شاه اسماعیل با این نامه و هدیه‌های مرسوم به ایران روانه شدند. پس از عزل و مرگ سلطان بایزید دوم و درگیری‌های سلطان سلیم با سایر شاهزادگان، شاه اسماعیل در سال۱۵۱۲ (۹۱۸ قمری) نورعلی خلیفه را برای هموار کردن راه مهاجرت مریدان صفویه و حمایت از شاهزاده مراد برادرزاده سلیم به آناتولی شرقی اعزام کرد، چون نورعلی خلیفه به کویول حصار رسید نزدیک سه چهار هزار نفر از مریدان به وی ملحق شدند و سپس به سمت ملطیه حرکت کرد. فایق بیگ که از طرف سلطان سلیم حاکم آنجا شده بود با ۳ هزار نفر به جنگ با او شتافت، در نزدیکی توقات طی اولین درگیری سپاه صفوی با سپاه عثمانی، نورعلی خلیفه پیروز شد. مردم شهر توقات به خدمت خلیفه رفتند و خطبه به نام شاه اسماعیل خواندند و نورعلی خلیفه متعرض آن شهر نشد و در مکانی به نام قازچایری ساکن شد. در آنجا شاهزاده مراد با ده هزار نفر به نورعلی خلیفه پیوست، هر دو متوجه شهر توقات شدند ولی مردم شهر مخالفت کردند و سپاه صفوی شهر را سوزاندند شاهزاده مراد از او جدا شد و به دربار شاه اسماعیل پناهنده شد. نورعلی خلیفه در بازگشت به ایران مجدداً بر سپاهیان عثمانی به فزماندهی سنان پاشا پیروز شد و در ارزنجان که فرماندارش شده بود مستقر شد. امیرشرف با آگاهی از عزم سلطان سلیم به حمله به قلمرو شاه اسماعیل، با راهنمایی و همراهی ادریس بدلیسی به حاکم عثمانی پناه بردند. در این اقدام کم سابقه بیست تن از اُمرای برجسته کُرد امیر شرف را همراهی کردند و با نوشتن نامه‌ای مبنی بر اظهار اطاعت از حکومت عثمانی آمادگی خود را برای رفتن به آن سرزمین اعلام کردند. امیرشرف با بعضی حکام کرد در جنگ چالدران حضور داشته‌اند اما سپاه کُردان آن قدر قابل توجه نبود که در سرنوشت نبرد چالدران تأثیر گذار باشد.
به روایت عالم آرای صفوی پیش از آنکه سلطان سلیم به سمت ایران لشکرکشی کند سفیری به نام سلیمان چاوش همراه با نامه‌ای به نزد شاه اسماعیل فرستاد. در نامه سلطان سلیم یادآور شد که او مدام پدرش را فریب می‌داد و با فرستادن سر شیبک خان باعث وحشت وی می‌شد و به همین خاطر پدرش را عزل کرده است و خود قصد گرفتن انتقام گذشته را دارد. همچنین از شاه اسماعیل خواست که شاهزاده مراد برادر زاده‌اش را تحویل بدهد و گماشتگانش را از دیاربکر خارج کند تا جنگ برطرف شده و به دوستی مبدل گردد وگرنه آماده جنگ باشد. شاه اسماعیل در جواب گفت پدر شما مرد دور اندیشی بود و می‌دانست که هر کسی با من درگیر شود نابود خواهد شد و حال که شما قصد جنگ داری سر شما را هم برداشته و به پادشاه پرتغال خواهم فرستاد. ولایت دیاربکر ملک موروثی ما است و در تصرف پدر شما نبوده که ما آن را از شما گرفته باشیم بلکه علاءالدوله ذوالقدر از فرزندان اوزون حسن گرفته بود و ما آن را با ضرب شمشیر گرفتیم. همچنین شاه اسماعیل درخواست بازگرداندن شاهزاده مراد را رد کرد.

## نامه‌نگاری‌های سلطان سلیم و شاه اسماعیل
|                                                                 |  |  |
| سلطان سلیم (راست) و شاه اسماعیل (چپ) اثر کریستوفان دل آلتیسیمو. |  |  |

سلطان سلیم ابتدا نامه‌ای به زبان فارسی برای عبیدالله خان ازبک برادرزاده و جانشین شیبک خان که در ماوراءالنهر حکومت می‌کرد فرستاد و او را تحریک کرد تا انتقام خون عموی خود را بگیرد و همزمان که سپاه عثمانی از غرب به آذربایجان حمله می‌کند، او نیز به خراسان حمله کند. سپس سلطان سلیم نامه‌ای تهدید آمیز به زبان فارسی برای شاه اسماعیل نوشت که توسط یکی از جاسوسان شاه اسماعیل که دستگیر شده بود فرستاده شد و در آن نامه خبر داد که به قصد جنگ عازم ایران است.

### متن نامه اول سلطان سلیم به شاه اسماعیل
«... از جانب جناب خلافت مآب ما که قاتل الکفرة و المشرکین قامع اعداء الدین، مرغم انوف الفراعین مغفرتیجان الخوافین سلطان الغزاة والمجاهدین، فریدون فر سکندر در کیخسرو عدل و داد، دارای عالی نژاد، سلطان سلیم شاه بن سلطان بایزید بن سلطان محمدخانیم به سوی تو که فرمانده عجم سپهسالار اعظم سردار معظم ضحاک روزگار داراب گیر و دار افراسیاب عهد، امیر اسماعیل نامداری سمت صدور یافت تا خبیر و آگاه باشی…بنا به مناسبت تفرقه جماعت بایندریه به حکم بیتː
| چو بیشه تهی‌گردد از نره شیر |  | شغال اندر آید به بانگ دلیر |

از طریق تعدی، امارت بلاد شرقی را متصدی گشتی و از کنج مذلت فرمانبری به صفه با حشمت فرمانفرمایی قدم نهادی ابواب ظلم و بیداد را بر روی مسلمانان باز کرده، زندقه و الحاد را به یکدیگر ازدواج و امتزاج دادی و اشاعت فتنه و فساد را شعار و دثار خود ساخته علم‌های ستمکاری برافراشتی و فرمانروایی را بر حسب دواعی هوای نفس و رغبات طبیعت حل قیود شریعت و اطلاق از نوامیس ملت پنداشتی. مقابح و افعال و مساوی احوالت چون اباحت فروج محرمه و اراقت دماء مکرمه و تخریب مساجد و منابر و احراق مراقد و مقابر و اهانت علما و سادات و القاء مصاحف کریمه در قاذورات و سب شیخین کریمین رضی الله عنهما همه به حدود تواتر پیوست. ائمه دین و علماء مهترین رضوان الله علیهم اجمعین کفر و ارتداد تو را با اتباع و اشیاعت که موجبش قتل است و سبی علی رؤس الشهاد متفق الکلام والاقلام با سرهم فتوا دادند… به سر پنجه قوت کام کاری دست و بازوی ستم کاریت برکنیم و از سر قدرت سروری سودای صفدری از سر سراسیمه‌ات بدر کنیم. مفاسد شر و شورت از سر عجزه و مسکینان برداریم و از آن آتش که در خانمانها زده‌ای دود از دودمانت بر آریم… اگر خود را در سلک زمره «والذین اذا فعلوا فاحشة او ظلموا انفسهم ذکروا الله فاستغفروا و الذنوبهم» منسلک و منخرط گردانی، در همه حال خدای متعال را حاضر و ناظر دانی از کارهای بد و کردارهای ناصواب و سیرت‌های زشت پشیمانی نمایی و از درون دل و صمیم جان به توبه و استغفار در آیی و آن قلاع و بقاع که زمینش در زمان پیشین سم ستوران لشکر منصور ما را روی مالیده و از فعال مطایا هر گوشه‌ای از آن نواحی حلقه افکندگی به گوش کشیده بود از مضافات ممالک عثمانی محسوب داشته بندگان سدهٔ عظمت پناه ما را بسپاری سعادت تراست و از نواب کامکاری غیر از نیکویی و دلجویی و عاطفت و خوش خوئی دیگر چیزی نبینی و اگر چنانچه:
| خوی بد در طبیعتی که نشست |  | نرود تا به وقت مرگ از دست |

بر آن اعمال قبیحه و افعال فضیحه مصر و مجد باشی، ان شاءالله تعالی الاعز عرصه آن مملکت که از روی تغلب به دست تصرف افتاده است عن قریب مخیم اردوی عساکر نصرت مآثر خواهد شد. مدتی است از غایت سبک‌ساری، سودای سرداری در سر داری و از فرط خود رایی دعوای جهانگیری و کشور گشایی بر زبان آری. چون مردی به میدان مردان درآی، که هر چه نهاده پرده تقدیر است، به ظهور آید. والأمر یومئذ لله والسلام علی من اتبع الهدی حرر ذلک فی شهر صفر المظفر سنه عشرین وتسعمائه (ماه صفر ۹۲۰) به یورت ازنکمید».

### متن نامه دوم سلطان سلیم به شاه اسماعیل
«... سلیمان مکان اسکندر نشان مظفر فر فریدون ظفر قاتل الکفرة الفجرة، کافل الکرام البررة، المجاهد المرابط المنصور المظفر، اللیث بن الاسد بن الغضنفر، ناشر لواء العدل والاحسان سلطان سلیم شاه بن سلطان بایزید بن سلطان محمدخانیم به جانب ملک ملک عجم، مالک خطه ظلم و ستم، سرور شرور و سردار اشرار، داراب زمان و ضحاک روزگار، عدیل قابیل، امیر اسماعیل عز صدور یافت… چون به تواتر آحاد استماع افتاد که ملت حنیفه محمدیه علی واضعها الصلوة و التحیه را تابع رأی ضلالت آرای خود ساخته و اساس دین متین را برانداخته، لوای ظلم را به قواعد تعدی برافراخته نهی منکر و امر معروف از شعائر شریعت دانسته شیعه شنیعه خود را به تحلیل فروج محرمه و اباحت دماء محترمه تحریض نموده به حکم «سماعون للکذب واکالون للسحت» به استماع کلمات مزخرفات واکل محرمات نموده، مسجد خراب کرده و بتخانه ساخته. پایه بلند پایهٔ منابر اسلام را به دست تعدی در هم شکسته فرقان مبین را اساطیر اولین خوانده اشاعت شناعت را باعث شده نام خود حارث کرده… به موجب الدین نصیحت اگر روی نیاز به قبله اقبال و کعبه آمال آستان ملایک آشیان ما که محال رحال رجال است آوردی و دست تعدی از سر زیردستان که پایمال ظلم و طغیان گشته‌اند، کوتاه کردی و خود را در سلک «التائب من الذنب کمن لا ذنب له» منسلک گردانیدی و در مذهب و ملت تبعیت سنت سنیه حنفیه محمدیه علیه الصلوة و التحیة و آله الطاهرین و اصحابه المهتدین رضوان الله علیهم اجمعین که «اصحابی کالنجوم بایهم اقتدیتم اهتدیتم» کردی و آن بلاد را به سرها مضافات و متعلقات ممالک محروسه عثمانیه شمردی هر آینه عنایت پادشاهی و عاطفت شاهنشاهی ما شامل حال تو گردد:
| سایه عدل و عنایت به سر او فکنیم |  | هر که چون مهر نهد روی به خاک در ما |

زهی سعادت آن کس که این اجابت کرد والا به حکم العادة طبیعة ثانیة بر مقتضای طبع شرانگیز فتنه آمیز که ما بالذات لا یزول بالعرض. باسیه دل چه سود خواندن وعظ به تأیید الله و حسن توفیقه سر هر تاجداری تاج واری سازم و بساط بسیط زمین را از آن نفوس بپردازم «الا ان حزب‌الله هم الغالبون» دست ستمکاران را به قوت سر پنجه ید بیضا پیچیده در هم کنم که «یدالله فوق ایدیهم…»
سلطان سلیم، برای آنکه شاه اسماعیل را به جنگ برانگیزد، نامه دشنام آمیزی به زبان ترکی برای وی فرستاد و او را فقط اسماعیل بهادر خطاب کرد و چون پادشاه صفوی به نامه‌های او جوابی نداده و سرداران قزلباش نیز به فرمان وی از جلو سپاه عثمانی عقب نشسته بودند، خرقه و عصا، مسواک، تسبیح و کشکولی نیز به نامه خود همراه کرد. منظورش از فرستادن این اشیاء آن بود که عقب‌نشینی و احتراز از جنگ شایسته دلیران و مردان بی‌باک نیست. بهتر آن است که به جای شمشیر، خرقه و کشکول و سبحه و عصا برگیرد و مانند نیاکان به کار درویشی و صوفیگری مشغول شود.

### متن ترجمه نامه سوم سلطان سلیم به شاه اسماعیل
«اسماعیل بهادر اصلح الله شأنه… با لشکر بیشمار دشمن شکار، به قصد تو به بلاد شرقی توجه همایون نموده و در مضمون شریف نامه‌های سابق که چند ماه پیش از این فرستاده شد فرموده بودم هنگامی که نواحی و اراضی که از جهه شاهی در تصرف توست بظل ظلیل رایات فتح آیات من مستعد گردد، اگر مردی به میدان بیا، که مشیت و ارادت حق سبحانه و تعالی بهر چه تعلق گرفته به‌ظهور بیاید. غرض از این اخبار این بود که چند ماه قبل ازین تو نیز متنبه شده در تدارک اقدام نمایی و در آینده بهانه نیاوری و نگویی که غافل بودم و ایام مساعد نشد که تمام اهالی حوزه حکومت خود را جمع نمایم… حال نیز نه نام و نشانی از تو پیدا و نه اثری از وجودت هویداست. چنان مستور الحالی که وجود و عدمت علی السواست. هر کس که دعوی شمشیر زنی دارد سینه را چون سپر هدف تیر تیز باید ساخت و هر که ادعای سروری دارد از زخم تیغ و تبر نمی‌هراسد:
| عروس ملک کسی در کنار گیرد تنگ |  | که بوسه بر لب شمشیر آبدار دهد |

بر آنان که سلامت را پرده نشینی اختیار می‌کنند و از بیم مرگ جرأت شمشیر بستن و بر اسب نشستن ندارند، نام مردی نهادن خطاست.
| در مرگ آن کس بکوبد به پای |  | به زین اندر آید بجنبد زجای |

حالیا سببش دانسته شد که چرا به این شدت انزوا در زاویه‌ای خمول گزیده و بدین درجه اختفا کرده‌ای. همانا که این رعب و هراس از کثرت لشکر ظفر استیناس بر تو مستولی شده است. اگر این احتمال باعث شد محض مصلحت ازاله این معنی اینک چهل هزار لشکر نامدار از اردوی ظفر شعار جدا کرده فرمودیم که فیمابین سیواس و قیصریه در اردوی جداگانه بمانند. برای دشمن ارخای فنان و توسیع دایره میدان بیشتر ازین نمی‌شود. اگر در طینت تو فی الجمله شمه‌ای از غیرت حمیت باشد البته به میدان جنگ ما آمده با لشکر من مقابله خواهی کرد تا در ازل هر چه مقدر است در معرض بروز جلوه گر گردد. ان شاءالله تعالی. والسلام علی من اتبع الهدی. حرره فی اواخر اولی الجمادین سنه ۹۲۰ به یورت ارزنجان».
شاه اسماعیل در جواب نامه‌های سلطان سلیم نامه‌ای توسط سفیر خود شاه‌قولی آقای بوی نوکر همراه با یک قوطی طلا پر از تریاک فرستاد.

### جواب نامه شاه اسماعیل به سلطان سلیم
«سلامی که به محبت مشحون و پیامی که به مودت مقرون باشد به حضرت جنت حضرت اسلام پناه سلطنت دستگاه، المنظور با نظار الملک الاله، مبارز الدولة و السلطنة و الدنیا و الدین سلطان سلیم شاه ایده الله بالدوله الابدیه و ادامه بالسعادة السرمدیة متحف و مهدی داشته آرزومند شناسند.
بعد هذا مکتوبات شریفه مرة بعد آخری به درجه الشیء لایثنی الا وقد تثلث رسیده مضامین آن چون به عداوت مشعر و منبی از جرأت و جلادت بود از آن حظ بسیار نمود. لکن مبدأ و منشأ آن ندانستیم که چیست در زمان والد جنت مکانش انار الله برهانه که نهضت همایون ما به سبب گستاخی علاءالدوله ذوالقدر به مرز و بوم روم واقع شده از جانبین به جز دوستی و یک جهتی چیزی دیگر نشد و آن حضرت نیز در آن وقت که والی طرابزون بودند اظهار یک جهتی می‌کردند، حالا باعث کدورت معلوم نگشته چون به اقتضاء سلطنت به این خصوص عازم گشته‌اند، سهل باشد:
| ستیزه به جایی رساند سخن |  | که ویران کند خانمان کهن |

غرض ما از تغافل آن صوب دو چیز بود: یکی آنکه اکثر سکنه آن دیار مریدان اجداد عالی‌تبار مااند رحمهم الله الملک الغفار. دوم آنکه محبت ما به آن خاندان غزا عنوان قدیم است و نمی‌خواستیم که شورشی چون عهد تیموریان به آن سرزمین طاری شود و هنوز نمی‌خواهیم و به این قدرها نمی‌رنجیم و چرا برنجیم. خصومت سلاطین رسم قدیم است.
| عروس ملک کسی در کنار گیرد تنگ |  | که بوسه بر لب شمشیر آبدار دهد |

اما کلمات نامناسب وجهی ندارد و همانا آن اقوال و افکار الحاد فکار منشیان برشی و محررمان تریاکی که از قلت نشأت از سر دماغ خشکی نوشته فرستادند و این همه توقف نیز خالی از ضرورتی نبوده می‌پنداریم. بنابر آن حقه ذهبی مملو از کیفیت خاصه مختوم به مهر همایون مصحوب دارنده، قدوة المقربین شاه‌قولی آقای بوی نوکر رزقت سلاقته ارسال رفت تا اگر لازم باشد به کار داشته به زودی در رسند تا به عون الهی آنچه در پرده تقدیر مکنون است صورت پذیر گردد. فاما فکری بر اصل کرده و به سخن هر کسی مقید نشده اندیشه بر اصل نمایند که پشیمانی آخر مفید نمی‌شود و ما در وقت تحریر این نامه به شکار حدود صفاهان بودیم. در حال به تدارک مقابله مشغول گشته از سر دوستی جواب فرستادیم به هر نوع که می‌خواهند عمل کنند.
| بس تجربه کردیم در این دیر مکافات |  | با آل علی هر که درافتاد برافتاد |

و مزبور را نرنجانیده راه دهند که «ولاتزر وازره وزر آخری» و چون کار به جنگ انجامد تأخیر و تراخی را جایز ندارند. اما از راه عاقبت اندیشی درآیند والسلام».
شاه اسماعیل در جواب نامه‌های توهین آمیز سلطان سلیم، نامه‌ای ملایم و محترمانه نوشت. پادشاه صفوی با اشاره به حمله تیمور به عثمانی خواسته بود در پرده به سلطان سلیم گوشزد کند که اگر در جنگ اصرار ورزد به سرنوشت شوم جدش بایزید یکم گرفتار خواهد شد. فرستادن قوطی تریاک نیز کنایه‌ای تمسخر آمیز به آرزوها و خیالات بی‌اساس سلطان سلیم بود و می‌خواست به او بفهماند که در هم شکستن سپاه قزلباش و برانداختن خاندان صفوی امید پوچی است که جز در نعشه تریاک و عالم خیال به حقیقت نمی‌تواند پیوست. نامه شاه اسماعیل برخشم و کینه سلطان سلیم افزود، زیرا مشاهده می‌کرد که مبارز جویی‌ها و دشنام‌های او بی اثر است و حریف با نهایت زیرکی و خونسردی از نبرد دوری می‌کند و به‌جای آنکه به استقبال وی آید و به جنگ پردازد، می‌خواهد او را به داخل ایران بکشاند و با سوزاندن غلات و ویران کردن دهکده‌ها و منازل بین راه، سپاه عثمانی را گرفتار قحط و گرسنگی سازد. هر قدمی که لشکریان عثمانی در ولایات خالی از علوفه و آذوقه ایران پیش می‌رفتند، آن‌ها را به شکست و نیستی نزدیکتر می‌کرد. سلطان سلیم چنان از رفتار شاه اسماعیل در خشم بود که برخلاف آداب سیاسی سفیر او را گردن زد و روزی در حضور سرداران و وزیران خود فریاد برآورد که: «اگر تا قعر سقر هم عقب‌نشینی کند دنبالش خواهم رفت». همدم پاشا حاکم قرامان که از کودکی رفیق و ندیم سلطان بود. مأمور شده بود که شکایت سربازان و سرداران را به گوش سلطان سلیم برساند و او را از تعقیب دشمن منصرف سازد. سخنان وی سلطان سلیم را خشمگین ساخت و همدم پاشا را گردن زد. سلطان سلیم نامه دیگری به زبان ترکی همراه با مقداری لباس‌های زنانه و عطریات و لوازم آرایش برای شاه اسماعیل فرستاد.

### ترجمه متن چهارمین نامه سلطان سلیم به شاه اسماعیل
«اسماعیل بهادر اصلح الله شأنه، هنگامی که توقیع رفیع جهان مطاع و حکم شریف واجب الانقیاد والاتباع به تو واصل شود، باید بدانی که مکتوب تو به درگاه سعادت دستگاه من رسید، پس از ادای کلمات جسارت آمیز نوشته‌ای چیزی که مایه ازدیاد جرأت است ارسال داشتیم که در عزیمت مسارعت نموده، ما را از انتظار برهانید. ما به نیروی جرأت از راه دور با لشکر بیکران و رایات فتح آیات نصرت نشان، پس از طی مراحل و منازل به مملکت تو داخل شده‌ایم، در آیین سلاطین اولی الامر و مذهب خواقین ذوی القدر، مملکت در حکم زن ایشان است و کسی را که از مردی حصه‌ای و از فتوت بهره‌ای، بلکه در دل فی الجمله زهره‌ای باشد. قطعاً راضی نمی‌شود که دیگری به ناموس او تعرض کند. معهذا اکنون روزها می‌گذرد که عساکر نصرت ماثر من به مملکت تو درآمده‌اند، ولی از تو هیچ گونه نام و نشانی پیدا و از وجودت اثری هویدا نیست و چنان مستور الحال به سر می‌بری که حیات و مماتت یکسان است.
| از این ننگ تا جاودان مهتران |  | بگویند با نامور لشکران |

ظاهر حال گواهی می‌دهد که اکتساب جرأت عارضی برای که لازم است، تا امروز از جانب تو عملی به ظهور نیامده است که از آن مردی و جلادت استنباط شود، عمل تو ثمره مکر و حیلهٔ توست و شک نیست که این جرأت عارضی، اثر تلبیس و تدلیس و لاغیر، دوای دردی که تو به آن مبتلا هستی معلوم است و برای تحصیل قوت قلب آن را استعمال می‌کنی. حال نیز همان دارویی را که بارها تجربه کرده‌ای به کار بر تا مگر در دلت اندک جرأتی پدید آید. ما نیز برای ازاله ضعف قلب تو چهل هزار تن از لشکر ظفر رهبر خود جدا کرده میان قیصریه و سیواس گذاشته‌ایم و دربارهٔ خصم پیش از این مروت و مردی میسر نیست. اگر من بعد باز برقرار وضع سابق در کنج زاویه رعب و هراس منزوی گردی، نام مردی بر تو گذاشتن حرام است و بهتر خواهد بود که به جای مغفر، معجر و به جای زره، چادر اختیار کنی و از سودای سرداری سپهسالاری بگذری، ز تو این کار برناید، تو با این کار برنایی. والسلام علی من اتبع الهدی، تحریراً فی اواخر شهر جمادی الاخر، سنه عشرین وتسعمائه».
سرانجام در نزدیکی ماکو، علی بیگ شهسوار اوغلی (برادرزاده علاءالدوله ذوالقدر) فرمانده دسته‌ای از سواران به سلطان سلیم خبر داد که سپاهیان شاه اسماعیل و محمدخان استاجلو حاکم دیاربکر در محل خوی به یکدیگر پیوسته و آماده نبرد‌اند. سلطان سلیم از این خبر به قدری خوشحال شد که اسبی قیمتی با زین و لگام مرصع برای او فرستاد، زیرا از پیشرفت بیهوده در خاک ایران بیم داشت و می‌دانست که اگر در آذربایجان بیش از آن پیش رود قطعاً با شورش و نافرمانی ینی‌چری‌ها و سایر دسته‌های سپاه روبرو خواهد شد و جانش در خطر خواهد افتاد. در همان حال پیغامی از شاه اسماعیل رسید که او را در دشت چالدران به جنگ خوانده است. سلطان سلیم دستور حرکت داد و  سه‌شنبه شب اول ماه رجب ۹۲۰ به تپه‌ای رسید که از سمت غرب بر دشت چالدران مشرف بود. 

## آرایش پیش از نبرد

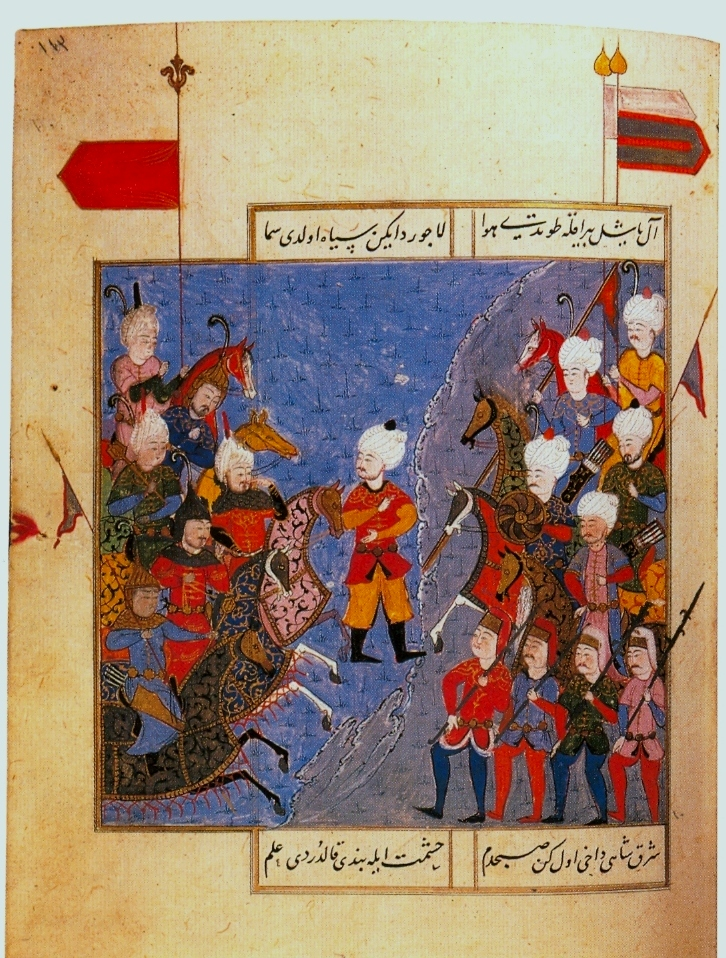
نگاره‌ عثمانی سلیم نامه از سپاه ایران (چپ) و عثمانی (راست)، شخص میانی اسیر عثمانی است که وضعیت سپاه سلطان سلیم را برای شاه اسماعیل شرح می‌دهد.

سلطان سلیم همینکه با قوای ایران روبرو گردید، شورای جنگ تشکیل داد، وزیران و بسیاری از سرداران عثمانی معتقد بودند که چون سربازان به سبب راهپیمایی بسیار خسته و ناتوان گشته‌اند، بهتر است که بیست و چهار ساعت استراحت کنند. ولی پیری‌محمدپاشا، دفتردار سالخورده سلطان، با این عقیده مخالفت کرد و گفت: «یک روز استراحت به دشمن فرصت خواهد داد که از میزان قوا و اصول نقشه جنگی ما آگاه گردد. اگر ما هنگامی که با مرگ رو برو شده‌ایم از خستگی بیم داشته باشیم، بهتر است که اصلا جنگ نکنیم. به عقيده من بی‌درنگ باید فرمان حمله داده شود.» سلیم که خود نیز با این عقیده موافق بود فرمان داد که آن شب را به تعبیه و ترتیب سپاه که به ۱۲۰ هزار تن می‌رسید مشغول باشند و صبح آماده حمله شوند. موقعیت راهبردی منطقهٔ چالدران و عدم رویارویی با متجاوزان در دشت باز، از مزیت‌های سپاه ایران بود. شمار سپاهیان ایران را در این جنگ حدود ۲۹٬۰۰۰ تن نوشته‌اند. پیش از نبرد، شاه اسماعیل و فرماندهان سپاه برای تعیین استراتژی، تشکیل جلسه دادند. نورعلی خلیفه و محمدخان استاجلو به دلیل آشنایی قبلی با روش‌های جنگی عثمانیان و قدرت ویرانگر توپخانه پیشنهاد کردند که پیش از آنکه دشمن موفق به تکمیل آرایش دفاعی خود گردد، حمله را از پشت به آن‌ها آغاز کنند. این نظر منطقی با مخالفت شاه اسماعیل و دورمیش‌خان شاملو مواجه شد که نتیجهٔ آن شکستی سخت بود.
ترکیب سپاه ایران: دسته‌ای از سواران قزلباش با دورمیش خان شاملو، خلیل سلطان ذوالقدر حاکم فارس، حسین بیگ، نور علی خلیفه حاکم ارزنجان، خلیل بیگ، منتشا سلطان حاکم تبریز، سلطانعلی میرزا افشار و پیره بیگ چاپشلو در سمت راست قرار گرفتند. دسته دوم با محمدخان استاجلو حکمران دیاربکر و گروه دیگر از سرداران در سمت چپ قرار گرفتند. عبدالباقی یزدی وکیل السلطنه، می‌رسید شریف الدین علی صدر شیرازی قاضی عسکر، سید محمد کمونه نقیب الاشراف نجف نیز با دسته‌ای دیگر از سواران در زیر لوای شاهی در قلب لشکر جای گرفتند. یک دسته از سواران ایران هم به فرماندهی سارو پیره استاجلو و یوسف بیگ ورساق حکمران قلعه کماخ، جلودار سپاه و مأمور پنهان داشتن حرکات لشکر بودند. شاه اسماعیل نیز خود با گروهی از دسته قورچیان که زبده‌ترین سواران قزلباش بودند، در قلب لشکر قرار گرفته بود که اگر قسمتی از سپاه مورد حمله سخت دشمن واقع شد، به یاری آن قسمت بشتابد.
ترکیب سپاه عثمانی: بامداد روز چهارشنبه دوم ماه رجب ۹۲۰، سپاهیان عثمانی از تپه به سوی دشت چالدران آمدند و سواران آناتولی یا سپاهیان آسیایی عثمانی به فرماندهی خادم سنان پاشا و زینل پاشا در سمت راست جای گرفتند. سواران روم ایلی (روملی) یا سپاهیان اروپایی عثمانی، به فرماندهی حسن پاشا در سمت چپ ایستادند. ینی‌چریان پیاده به فرماندهی عثمان آغا به شکل مربع در خط دوم قلب سپاه پشت عراده‌های توپ قرار گرفتند. حیوانات بارکش اردو را از سه جانب در اطراف سربازان ینی‌چری جای دادند و ارابه‌ها را محکم به یکدیگر بستند و جلو حیوانات مرتب کردند، به طوری که مانند سنگری محکم از حمله سواران قزلباش جلوگیری می‌کرد. راست و چپ سپاه عثمانی را یک ردیف عراده‌های توپ که با زنجیرهای محکم به یکدیگر بسته شده بود به هم مربوط می‌ساخت و بدین ترتیب توپخانه نیز به منزله حصار دیگری از آهن و آتش بود که پیادگان ینی‌چری را از حمله سواران ایران حفظ می‌کرد. دسته قراولان (نگهبانان) خاص سلطان در پس ینی‌چریان جای گرفته و فرماندهی آن با شخص سلطان سلیم بود. سلطان سلیم نیز با وزیران خود احمد پاشا هرسک اوغلی صدراعظم، و احمد پاشا دوقاقین اوغلی وزیر دوم و مصطفی پاشا بیغلو چاوش وزیر سوم، بر بالای تپه‌ای که بر دشت چالدران تسلط داشت قرار گرفتند. دسته پیاده عزب‌ها را هم جلو توپخانه جای داده بودند تا توپ‌ها را از نظر دشمن پنهان کنند. یک دسته سپاه نیز به فرماندهی شادی پاشا مرکب از سواره و پیاده در پشت لشکر جای گرفته بود تا از حملات احتمالی دشمن به عقب اردو جلوگیری کند.

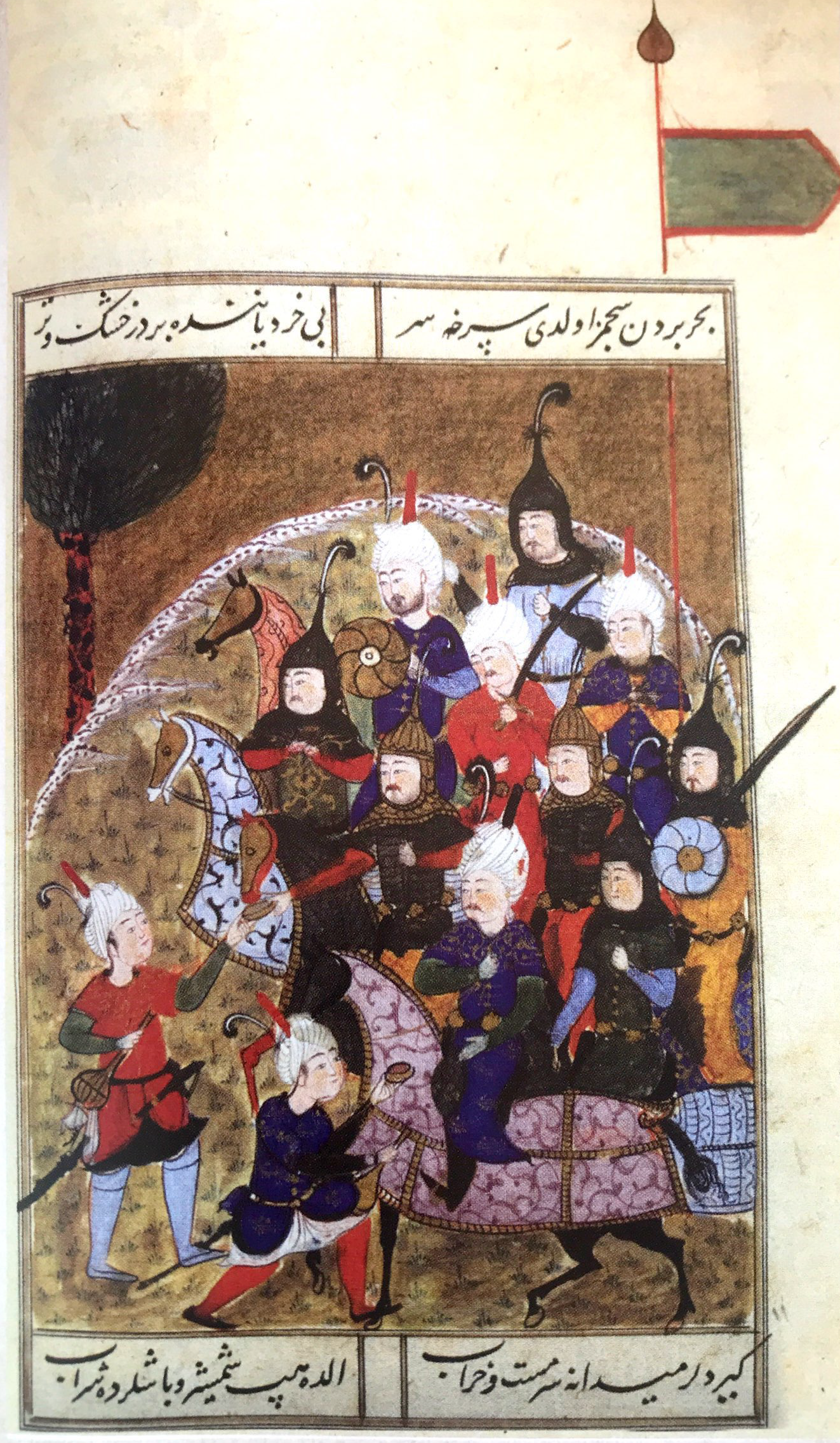
نگاره‌ عثمانی سلیم نامه از پخش شراب میان سپاهیان ایران پیش از شروع جنگ چالدران.

به گفته لطفی پاشا (وزیر سلطان سلیمان)، شاه اسماعیل با مشاهده بزرگی سپاه سلطان سلیم فرماندهان را جمع کرد و گفتː «می‌بینید؟ سلطان سلیم، سلطان روم، با قدرت و ارتش عظیم خود برای مقابله و جنگ با ما آمده است. یک فرد عاقل اگر با او بجنگد، نمی‌تواند او را با آن تعداد زیادش شکست دهد. هر کسی که مرا دوست دارد باید از من پیروی کند، شراب بنوشد و مست شود تا او را شکست دهیم.»
در این جنگ، نیروهای قزلباش ایران نزدیک به چهل هزار تن و سپاه عثمانی قریب به یکصد هزار نفر بودند، که قزلباشان به علت شمار کمتر، نداشتن تجهیزات مناسب، از سپاه عثمانی شکست خوردند. در این جنگ سربازان صفوی با شمشیر، نیزه و تیر و کمان می‌جنگیدند، درحالی‌که ارتش عثمانی از توپ و تفنگ بهره می‌برد. البته صفویان پیش از این جنگ سلاح‌های آتشین در اختیار داشته و به روش استفاده از آن‌ها نیز، آشنایی داشتند و شاه اسماعیل برای رسیدن به سلطنت، از توپ و تفنگ استفاده کرده بود. دلیل استفاده نکردن از این سلاح‌ها در جنگ چالدران، ناشی از سیاست‌های جنگی او بود. چون توپخانه، تحرک سواره‌نظام را محدود می‌کرد، در جنگ‌های صحرایی از توپخانه استفاده نمی‌کردند و در مواردی هم که استفاده شد، به دلیل کم بودن تعداد توپ‌ها مؤثر واقع نشد، سلاح‌های گرم ایرانیان از لحاظ تعداد انگشت شمار و از لحاظ کیفیت قابل قیاس با سلاح‌های ارتش عثمانی نبود؛ بنابراین، از استفاده از توپخانه صرف نظر شد چون به لحاظ کم بودن تعداد ثمری نداشت. دلیل کمی شمار سپاهیان ایران در این جنگ، حضورشان در خراسان بود تا از یورش غافلگیرانهٔ ازبکان جلوگیری شود.

## نبرد

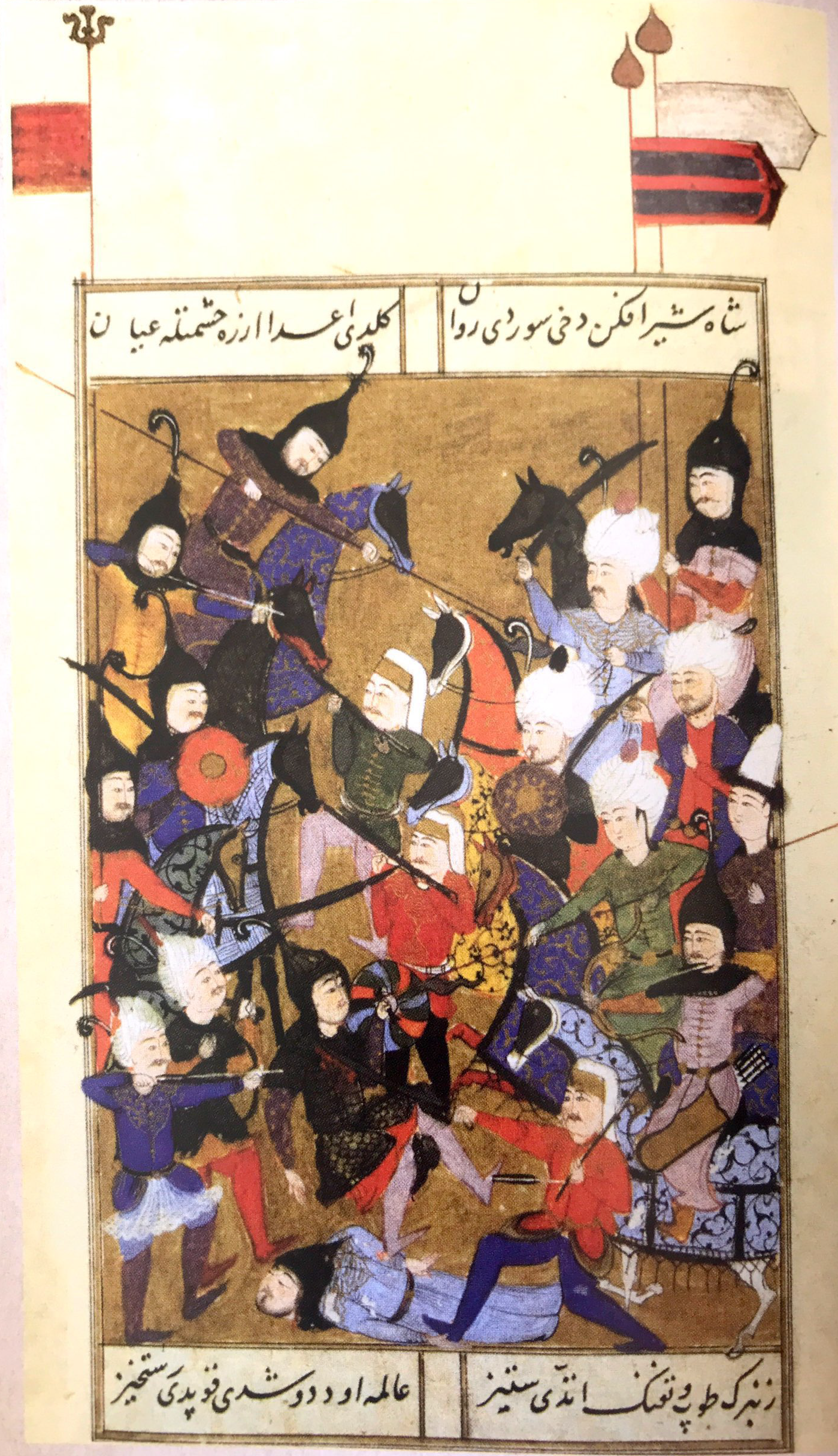
نگاره‌ عثمانی سلیم نامه از جنگ چالدران.

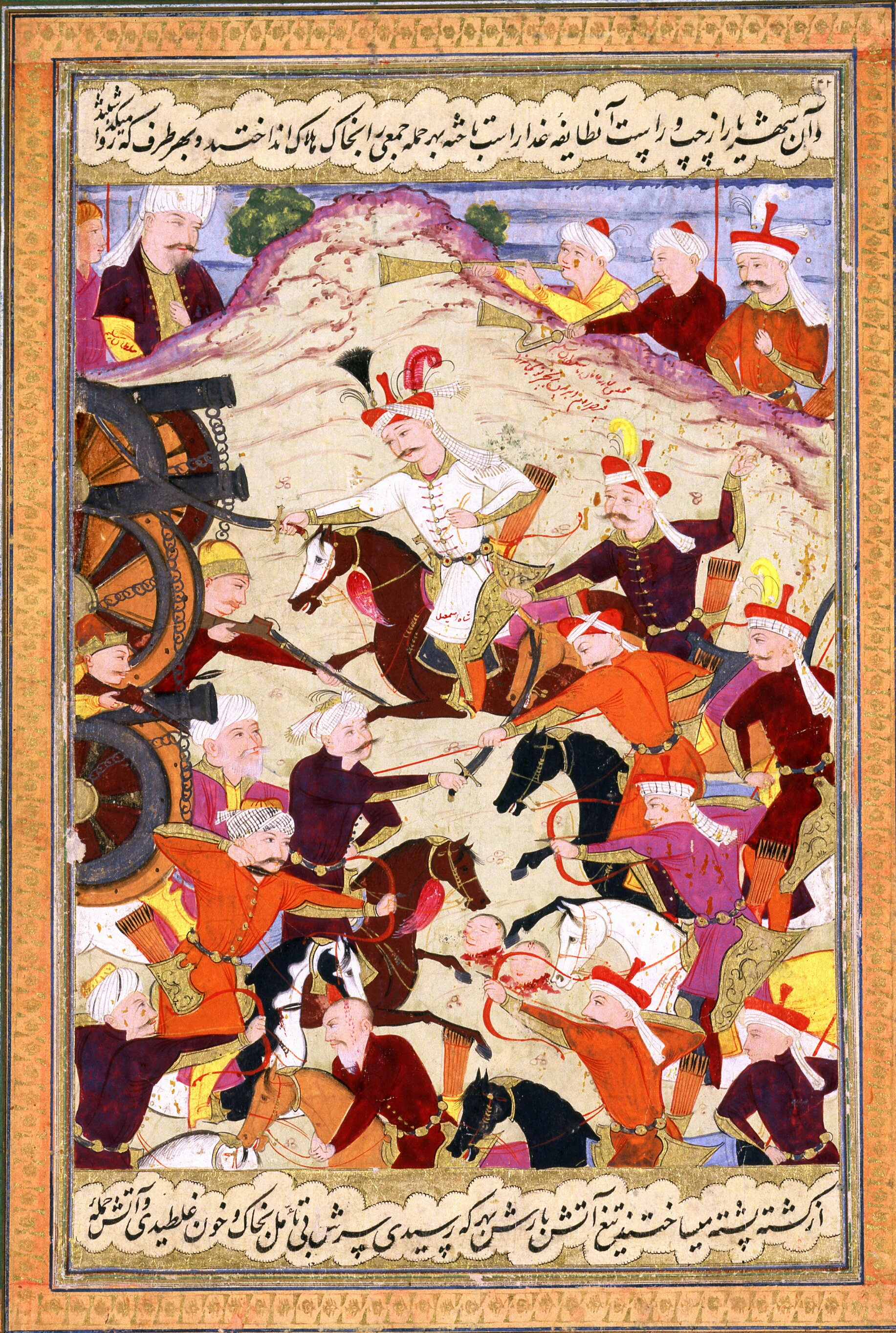
نگاره‌ای از حمله شاه اسماعیل به توپخانه عثمانی در جنگ چالدران.

جنگ در صبح چهارشنبه ۲ رجب ۹۲۰ قمری آغاز شد. نقشه سلطان سلیم در نبرد چالدران این بود که به هر حیله انبوه سواران قزلباش را هدف توپخانه خود سازد؛ زیرا برد توپ‌های سرپر عثمانی کوتاه بود و نمی‌توانست از دور به سپاه ایران آسیبی برساند. به همین سبب برای فریب دادن حریف دسته معروف به عزب‌ها را جلوی عراده‌های توپ قرار داده بود تا توپخانه را از نظر ایرانیان پنهان کنند. افراد این دسته مأمور بودند که به محض نزدیک شدن سواران قزلباش، از برابر توپ‌ها به چپ یا به راست کناره گیرند تا توپخانه ناگهان به شلیک مشغول شود و سواران قزلباش را از پای درآورد اما شاه اسماعیل که به‌وسیله جاسوسان خود از جزئیات نقشه‌های نظامی سلطان سلیم آگاه بود، مصمم شد که با دو دسته بزرگ از سواران قزلباش از دو طرف بر سپاهیان عثمانی بتازد تا برای عزب‌ها مجال کناره گرفتن از جلو توپخانه و آزاد نهادن توپ‌ها برای تیراندازی نماند. سپس همین که سواران قزلباش از صف توپخانه گذشتند، با خیال آسوده از دو سو بر قراولان خاص سلطان و محلی که او خود قرار گرفته بود، حمله برند و با شکست آنان از پشت پیاده‌نظام ینی‌چری را در میان بگیرند. در آغاز نبرد ساروپیره استاجلو و همراهانش که جلودار سپاه بودند، بر یک دسته از جلوداران سپاه عثمانی تاختند ولی شکست خوردند. پس شاه اسماعیل خود با گروه انبوهی از سواران زبده قزلباش که در راست لشکر بودند، بر چپ سپاه عثمانی حمله برد. محمدخان استاجلو نیز دستور داشت که با سواران دیاربکر به همان صورت بر راست سپاه عثمانی بتازد. قزلباشان با فریادهای «شاه، الله» پیش تاختند، شاه اسماعیل چنان با سرعت و شتاب رسید که عزب‌ها فرصت حرکت نیافتند و به‌جای آنکه از جلو توپ‌ها به کنار روند، در همان‌جا به تیر و نیزه سواران قزلباش از پای درآمدند. بدین صورت، توپخانه عثمانی در قسمت چپ بیکار و بی‌فایده ماند و سواران روم ایلی که به فرماندهی حسن پاشا در چپ بودند، از فشار حمله سواران ایران تا پشت سپاه عثمانی، آنجا که شادی پاشا جای گرفته بود، عقب نشستند و حسن پاشا در حمله اول کشته شد. اگر محمدخان استاجلو هم مثل شاه اسماعیل موفق می‌شد که جناح راست قوای عثمانی را در هم شکند و سنان پاشا را شکست دهد. کار سپاه عثمانی به پایان می‌رسید؛ زیرا در این صورت توپخانه سپاه که تغییر جهت آن امکان‌ناپذیر بود، به‌کلی بی‌فایده و بی‌مصرف می‌ماند و پر کردن توپ‌های سرپر آن زمان نیز به‌زودی و آسانی میسر نبود. با از کار افتادن توپخانه، سپاه پیاده ینی‌چری به کلی از دو سو محصور می‌شد و از قراولان خاص سلطان هم که چندان زیاد نبودند کاری ساخته نبود. با این همه، سلطان سلیم به‌جای آنکه قوای ذخیره را به مقابله شاه اسماعیل بفرستد، منتظر نتیجه حمله سواران محمدخان استاجلو به جناح راست سپاه خود شد. شاه اسماعیل نیز همچنان با کمال جسارت و بی‌باکی تیغ می‌زد و سواران جناح چپ را دنبال می‌کرد ولی در همان حال منتظر بود که محمدخان از جانب دیگر به او بپیوندد و کار محاصره سپاهیان ینی‌چری را تمام کند. حمله محمدخان استاجلو به جناح راست سپاه عثمانی، برخلاف حمله شاه اسماعیل به نتیجه قطعی نرسید؛ زیرا محمدخان استاجلو دیرتر از شاه و آهسته‌تر از وی حمله کرد به طوری که سنان پاشا فرمانده سواران آناتولی فرصت یافت که در کار جنگ بیندیشد و شکست جناح چپ را تلافی کند. این سردار چون مشاهده کرد که به سبب حمله ناگهانی و سریع شاه و سواران او، دسته عزب‌ها نتوانستند در جناح چپ از جلو توپ‌ها کنار روند، بیش از آنکه محمدخان به سپاه عثمانی نزدیک شود، به دسته عزب‌ها در جناح راست فرمان داد که به پشت توپخانه منتقل شوند. عزب‌ها نیز اطاعت کردند و از روی زنجیرها و عراده‌های توپ با زحمت به پشت توپ‌ها رفتند. بدین ترتیب، توپخانه در جناح راست آزاد شد و سواران محمدخان را گلوله‌باران کردند. محمدخان که پیشاپیش سواران بود، به خاک افتاد و نیمی از همراهان وی نیز تلف شدند. سنان پاشا پس از این پیروزی قسمتی از سواران خود را به تعقیب بقیه سواران محمدخان فرستاد تا آنان را متفرق کنند و از حمله تازه بازدارند. سلطان سلیم نیز فوراً از این پیش آمد استفاده کرد و چون خیالش از جناح راست سپاه آسوده شد، با تمام قوایی که در اختیار داشت، از پهلو بر شاه اسماعیل و سواران وی حمله برد. در همان حال، فرمان داد حصار ارابه‌ها و حیوانات بارکشی را که گرد پیاده‌نظام ینی‌چری تعبیه شده بود، در دو نقطه شکافتند و با این عمل ینی‌چری‌ها هم که تا آن زمان محصور بودند، آزاد شدند و سواران شاه را هدف تیرهای تفنگ ساختند.

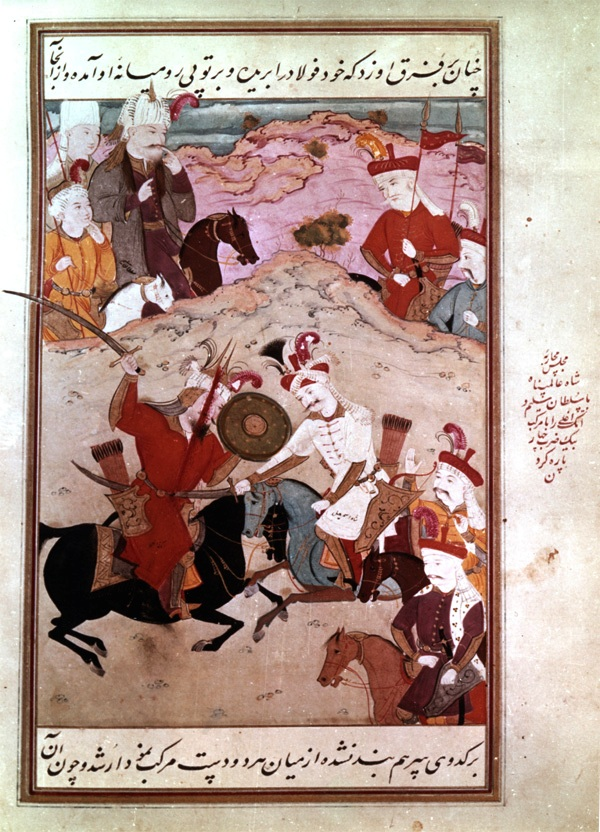
نگاره‌ای از قتل یکی از سرداران عثمانی به نام علی بیگ مالقوچ اوغلی به دست شاه اسماعیل در جنگ چالدران.

ینی‌چری‌ها هفت بار متوالی شلیک کردند و بسیاری از قزلباشان را به خاک افکندند. سلطان سلیم و شادی پاشا نیز به شاه اسماعیل حمله کردند و شکست در ایرانیان افتاد. عاقبت شاه اسماعیل با گروهی از افرادش در میان سواران دشمن محصور شد با این حال او مقاومت می‌کرد و در آنجا بود که با علی بیگ مالقوچ اوغلی فرمانده توپچيان عثمانی روبه‌رو گشت. این مرد که سرداری قوی هیکل و زورمند بود با برادر خود تورعلی بیگ به شاه حمله برد و بر یک دست او زخمی زد. ولی شاه اسماعیل چنان با شمشیر بر فرق وی نواخت که کلاه خودش با سرش به دو نیم شد. در همان‌حال شاه اسماعیل بر دوش و پا نیز مجروح شد و در صدد برآمد که خود را از آن درگیری برهاند ولی ناگاه اسبش در گل فرو رفت و بر زمین افتاد، و دسته‌ای از سواران عثمانی برای کشتن او پیش تاختند ولی سلطانعلی‌میرزا ‌افشار که به شاه شباهت بسیار داشت، خود را شاه اسماعیل معرفی کرد و سواران عثمانی او را دستگیر کردند و به نزد سلطان سلیم بردند. سلطان از او پرسیدː«مگر تو نمیدانستی که من با دویست هزار مرد و توپخانه و سواران ینی‌چری به جنگ آمده‌ام؟ پس چگونه با سپاهی اندک به مقابله آمدی و بی‌سبب خلقی را به کشتن دادی و خود را گرفتار ساختی؟ سلطانعلی به جای شاه در جواب گفت: من می‌دانستم که لشکر تو بسیار است ولی نمی‌دانستم که خود را به حصار توپخانه می‌اندازی و در دنیا و آخرت بدنام میکنیǃ». در همان حال خضرآقا اسب خود را به شاه اسماعیل داده و شاه بار دیگر به جنگ پرداخت. چون فریاد او و همراهانش به گوش سلطان سلیم رسید دریافت که سلطانعلی او را فریب داده و در نتیجه او را به قتل رساند. شاه اسماعیل چون مقاومت در برابر آتش توپ و تفنگ دشمن را بیهوده دید، فرمان عقب‌نشینی داد و با نزدیک سیصد سوار که بر او گرد آمدند خود را از معرکه بیرون کشید و راه تبریز پیش گرفت و باقی سواران راست سپاه قزلباش نیز به دنبال شاه از میدان نبرد خارج شدند. سلطان سلیم از بیم آنکه مبادا ایرانیان حیله‌ای کرده باشند، سپاه را از تعقیب آنان بازداشت ولی در آغاز شب معلوم شد که از لشکر ایران اثری در آن حدود باقی نمانده است، آنگاه سربازان به غارت اردوی ایران پرداختند.

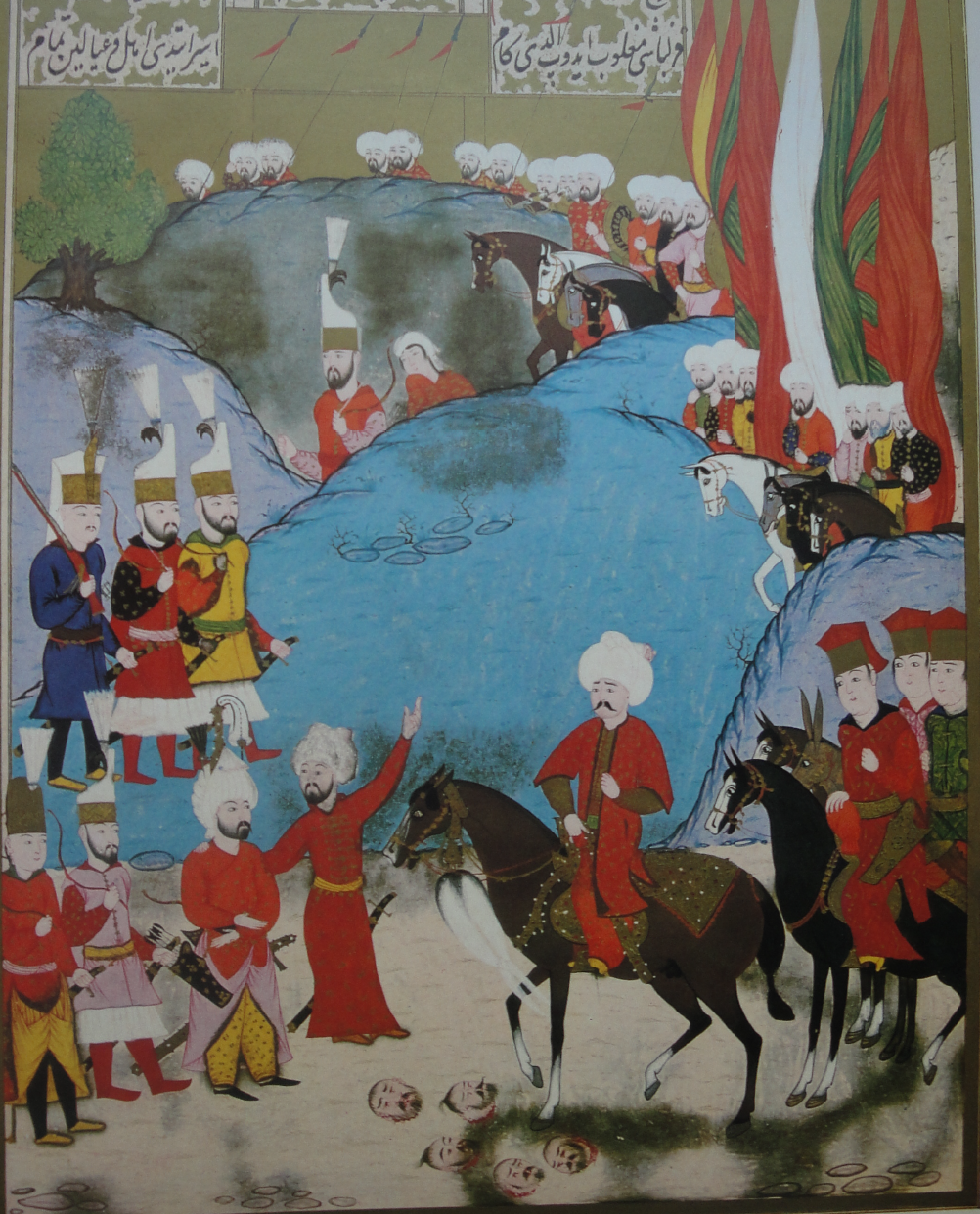
نگاره سلطان سلیم پس از جنگ چالدران.

سلطان سلیم در وصف این پیروزی این شعر را به فارسی سرودː
| لشکر از تخت استانبول سوی ایران تاختم |  | سرخ سر را غرقهٔ خون ملامت ساختم |

### نقش زنان در جنگ چالدران
به‌گفته مورخان ترک چند تن از زنان ایرانی که در لباس سربازی همراه شوهران خود به میدان جنگ آمده بودند، به‌دست سربازان سلطان سلیم افتادند و دو همسر شاه اسماعیل به نام بهروزه‌خانم و تاجلی‌خانم نیز از آن جمله بودند. گذشته از زنانی که اسیر شدند، جسد بسیاری از زنان نیز در میدان جنگ پیدا شد که به فرمان سلطان سلیم آن‌ها را با تشریفات مخصوص نظامی به خاک سپردند. این زنان دلیر به گفته نویسندگان ترک، با زره و خفتان و کلاه‌خود دوشادوش شوهران خویش در جنگ شرکت کردند به همین سبب پس از جنگ چالدران در دنیا معروف شد که شاه اسماعیل سوارانی از زنان شمشیر زن با اردوی خود داشته که در حدود ده هزار نفر بوده‌اند. یکی از مورخان ایتالیایی به نام جیان فرانچسکو ساگردو در کتاب تاریخ امپراتوری عثمانی در این باره می‌نویسد: «در میان کشتگان اجساد زنان ایرانی پیدا شد که در لباس مردان به میدان جنگ آمده بودند تا در سرنوشت شوهران خود شریک و در افتخار نبرد سهیم باشند. سلیم بر جرات و دلیری و وطن‌پرستی ایشان آفرین گفت و فرمان داد که با تشریفات نظامی آنان را به خاک سپارند».

### کشته‌شدگان
تلفات دو سپاه در جنگ چالدران که از ساعت نه و نیم تا سه ساعت بعد از ظهر دوام یافته بود به گفته نویسندگان ایرانی به پنج هزار تن می‌رسید که دو هزار نفر از سپاهیان قزلباش و سه هزار نفر از لشکر عثمانی بودند. ولی دسته ای از نویسندگان عثمانی عدد تلفات خود را از سی تا چهل هزار دانسته و تلفات سپاه ایران را دو برابر آن پنداشته‌اند. یکی از مورخان عثمانی نيز عدد کل تلفات را ۸۲۱۶ نفر و عده کشتگان لشکر عثمانی را ۲۹۳۳ نفر نوشته است. شاه اسماعیل کشته‌شدگان جنگ را در محل آرامگاه شیخ صفی‌الدین اردبیلی به خاک سپرد. پس از آن، این گورستان به «شهیدگاه» شهرت یافت.

## نتیجهٔ جنگ

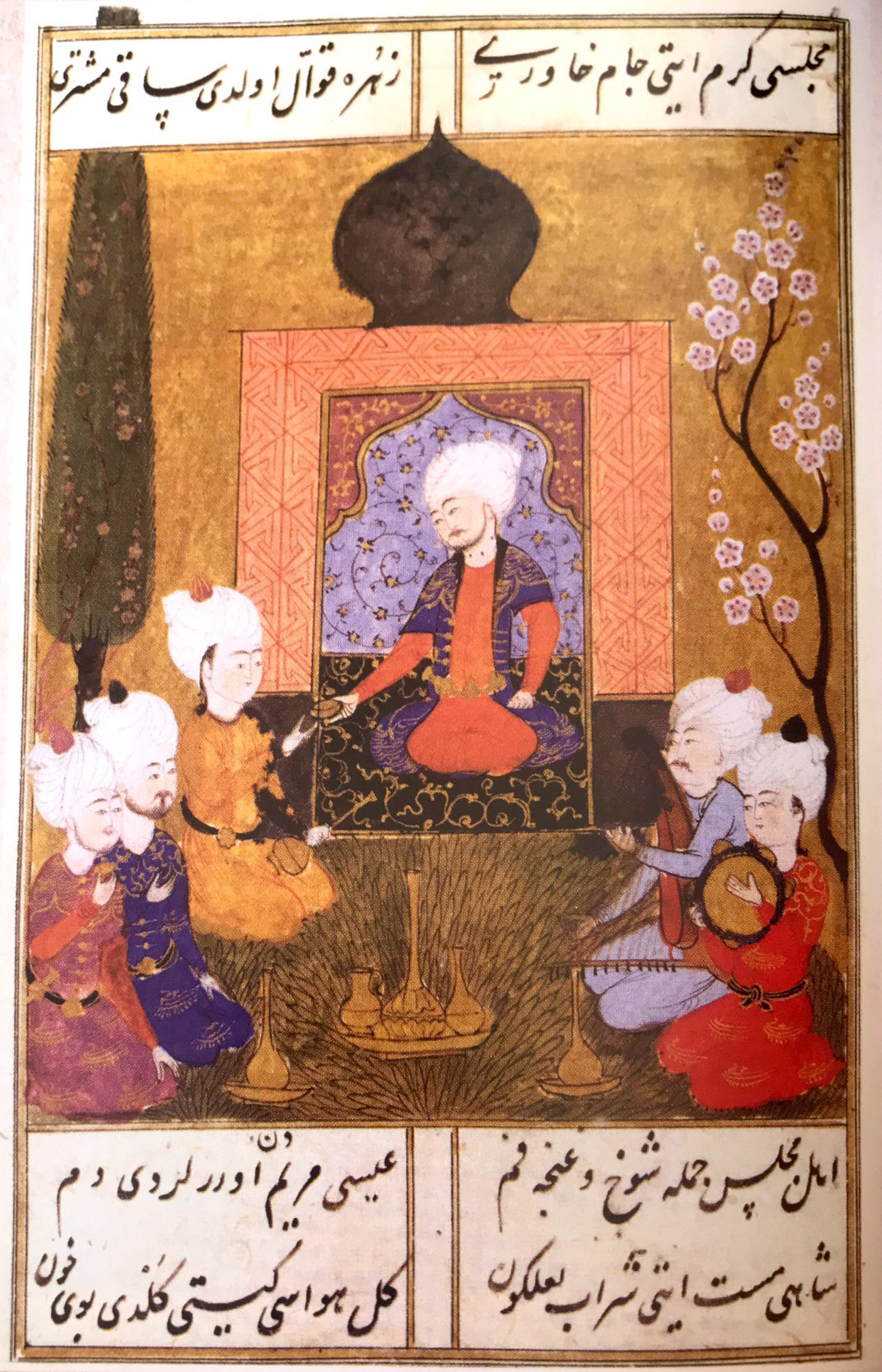
نگاره‌ عثمانی سلیم نامه از مجلس بزم سلطان سلیم در حضور بدیع الزمان میرزا در تبریز.

صفویه از درگیر شدن در جنگی مستقیم با عثمانی اجتناب داشتند و با اذعان به برتری نظامی سلیم بر این امید بودند که سلطان را در نواحی کوهستانی شمالی ایران به دام اندازند، زیرا مشکلات مربوط به عوارض زمین و همچنین تدارک نیروها امکان داشت در موازنه قدرت مؤثر باشد. سپاه صفوی به تبعیت از سیاست زمین سوخته به پشت مرزهایش عقب نشست اما در نهایت وادار شد در چالدران به نبردی تن در دهد، زیرا قبایل قزلباش که از طرف عثمانی‌ها به بزدلی متهم شده بودند به شاه برای شروع جنگ اصرار می‌کردند تا بتوانند از حیثیت خود دفاع کنند. چه بسا اگر اصرار قزلباش‌ها نبود شاه اسماعیل باز هم نبرد با سلیم را به تأخیر می‌انداخت.
در روز جمعه سوم ماه رجب سلطان سلیم سرداران و بزرگان لشکر را که در جنگ از خود شجاعت نشان داده بودند پاداش داد و اسیران قزلباش نیز به فرمان وی گردن زدند. روز دیگر نیز غنائمی را که از آن جنگ بدست آمده بود، به سرداران و سربازان بخشید و جز پرچم‌های ایران چیزی برای خود برنداشت. در روز پنجشنبه نهم ماه رجب نیز گروهی را به تبریز فرستاد، تا مقدمات ورود وی را فراهم سازند و اگر از قزلباشان کسی در آنجا بود، بکشند. روز دهم ماه رجب در راه تبریز یکی از امیران قزلباش به نام حاج رستم با پنجاه سوار به اردوی سلطان سلیم آمد و اظهار اطاعت کرد. ولی سه روز بعد معلوم شد که او و همراهانش به دستور شاه اسماعیل آمده‌اند تا هنگام فرصت سلطان را بکشند. پس به فرمان وی همگی را گردن زدند، و سه روز بعد خالد بیگ نام (خالد بیگ پازوکی) از سران قزلباش را هم که با صد و پنجاه نفر به اردو آمده بود، کشتند. روز پنجشنبه شانزدهم ماه رجب، سلطان سلیم به سرخاب رسید و از آنجا تا شهر تبریز، تمام راه را با قالی‌های گرانبها مفروش کرده و چند تن از علما و اعیان شهر با جمعی از مردم به استقبال آمدند. سپاهیان عثمانی در کنار شهر آمدند و سلطان سلیم امر کرد که سربازان دست از کشتار و غارت و تصرف دارایی مردم باز دارند. همچنین دستور داد مسجد جهانشاه و مسجد حسن پادشاه را که به فرمان شاه اسماعیل ویران شده بود، تعمیر کنند و اوقاف این دو مسجد در تصرف هر کس باشد بگیرند و تصرف کننده را بکشند. روز بعد سلطان سليم به مسجد حسن پادشاه رفت و نماز گزارد و خطيب به قاعده اهل سنت خطبه خواند. ولی چون خطبه به نام پادشاه رسید، به جای آنکه نام سلطان سلیم را بر زبان آورد، گفت: «السلطان بن السلطان ابوالمظفر اسماعیل بهادرخان... سرداران عثمانی شمشیرها کشیدند تا خطیب را بکشند، ولی سلطان سلیم نگذاشت و گفت که زبانش عادت کرده است و گناهی ندارد». سپس سلطان سلیم دستور داد که تمام گنجینه‌‌ها و اموال شاه اسماعیل و سران قزلباش را تصرف کنند. پس از آن شهر تبریز را مرکز فرماندهی سپاه خود ساخت زیرا مصمم بود که زمستان را در تبریز بگذراند و سراسر آذربایجان را مطیع سازد و در آغاز بهار به‌ عراق و اصفهان و فارس حمله کند. اقامت سلطان سلیم در تبریز بیش از هشت روز نشد چون شاه اسماعیل آذوقه شهر و آبادی‌های اطراف را نابود کرده بود، همچنین سلطان سلیم به دلیل نگرانی‌های امنیتی، خستگی و نارضایتی سپاه از ادامه جنگ، تصمیم به بازگشت گرفت و در۲۲ ماه رجب گروهی از هنرمندان، نویسندگان و صنعتگران با جمعی از تاجران و توانگران تبریز که بیش از هزار خانوار می‌شدند همراه با گنجینه‌‌های شاه اسماعیل به استانبول فرستاد و سه روز بعد خود نیز به سمت آماسیه بازگشت. این خبر در درگزین به شاه اسماعیل رسید و در ماه شعبان به تبریز آمد.
از نگاهی، این جنگ، یک پیروزی مقطعی برای عثمانی‌ها بود ولی برای صفویان و به‌ویژه شاه اسماعیل، تبدیل به یک فاجعه شد. پس از جنگ چالدران، شاه اسماعیل افسردگی گرفت و دیگر رهبری لشکریانش را در جنگ بر عهده نگرفت. پیوند میان شاه به‌عنوان روح هدایتگر نیمه‌خدایی و قزلباش، به‌طور جبران‌ناپذیری شکسته شد. در حدود یک سال پس از شکست، عناصر قبایل قزلباش، اقتدار اسماعیل برای مدیریت امور کشور، به تدریج ضعیف گشت. حکومت نوپای صفوی از نابودی حتمی نجات یافت. بسیاری از سپاهیان ایران و فرماندهان و صاحبان مناصب در میدان جنگ کشته شدند و شاه اسماعیل با فداکاری چند قزلباش جان سالم به‌در برد. او پس از آن، دیگر رهبری لشکریانش را در جنگ بر عهده نگرفت. این نبرد از اهمیت مهمی در تاریخ برخوردار است؛ زیرا نه تنها این عقیده را که مرشد شیعه، «معصوم» است، نفی نمود، بلکه روسای قبایل کُرد را نیز بر آن داشت تا بیعت خود را از صفویان به امپراتوری عثمانی تغییر دهند. پس از جنگ چالدران، ایران در جنگ‌های اواجیک (۱۵۱۵) و قوچ‌حصار (۱۵۱۶) نیز شکست خورد و کردستان باختری (مناطق کردستان ترکیه، کردستان عراق و کردستان سوریه کنونی) از ایران جدا شد و به‌دست عثمانی افتاد.

«چالدران، پیروزی مشترک ترک، کُرد و عرب است.»

رجب طیب اردوغان
سال‌ها بعد، شاه تهماسب در جواب نامه سلطان سلیمان که به او گفته بود: «پدران ما جنگ کردند. اگر تو نیز ادعای شجاعت داری، بیا جنگ کنیم و اگر جنگ نمی‌کنی دیگر ادعای شجاعت نکن» گفت: «حضرت پروردگار جل جلاله و عظم شأنه در کلام شریف فرموده که در جهاد و غزا که با کفار نمائید خود را به تهلکه (هلاکت) میندازید. جایی که در غزای کفار از تهلکه منع فرموده باشد، من چگونه دو لشکر مسلمان را که در عدد برابر ده کس یک کس نبوده، به جنگ فتوی دهم و این مسلمانان را در تهلکه اندازم، پدر من در آن روز که با پدر شما جنگ کرد، دورمیش خان و سایر اُمرا بلکه تمامی لشکر او مست بودند، شب تا صباح شراب خورده، آهنگ جنگ نموده بودند و این مقدمه به‌غایت نامعقول و بد واقع شده بود. از آن تاریخ هرگاه حکایت جنگ چالدران به میان می‌آید، من دورمیش خان را دعای بد می‌کنم که پدرم شاه اسماعیل را فریفته برد و جنگ کرد».

## نگارخانه

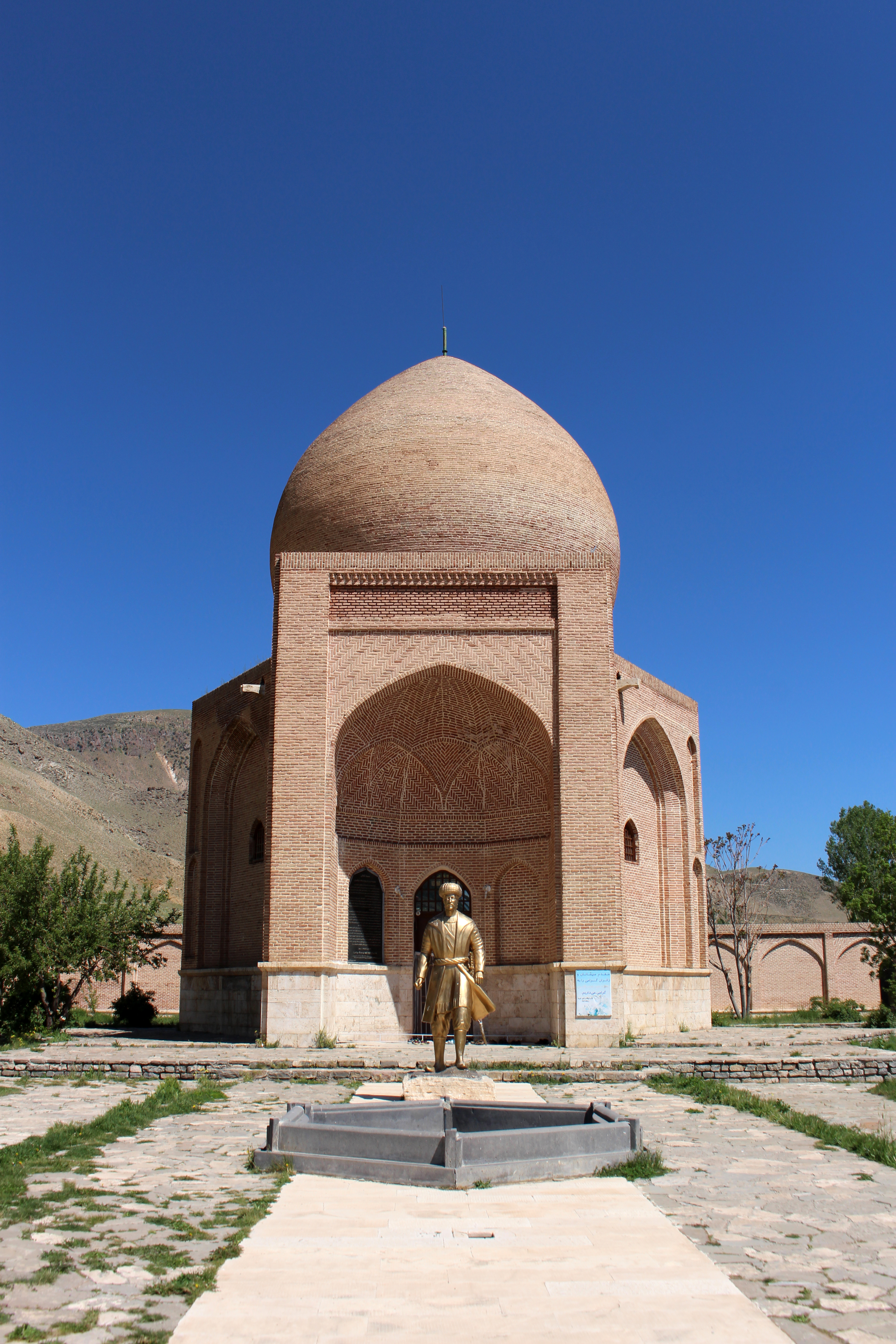
آرامگاه میرسید شریف‌الدین علی صدر در چالدران.
تصویری از آرامگاه کشته‌گان جنگ چالدران در اردبیل.
تصویری از آرامگاه کشته‌گان جنگ چالدران در اردبیل.